# MEKO型护卫舰
MEKO型护卫舰是德国设计的外銷用護衛艦和巡防艦系列，它的创新在于使用了模块化系统来安装各种武器装备以满足不同的客户。MEKO（德文：“Mehrzweck-Kombination”）多用途组合舰的简化混合形式縮寫。

## 各型簡介
MEKO系列巡防艦有諸多衍生型，以下為MEKO系列各型諸元與簡介

### 諸元
| 型號             | 艦級                  | 使用国     | 总数 | 首艦入役年份 | 全長 (m) | 全宽 (m) | 吃水 (m) | 吨位     | 圖片 |
| ---------------- | --------------------- | ---------- | ---- | ------------ | -------- | -------- | -------- | -------- | ---- |
| MEKO 360 H1      | 阿拉度级巡防舰        | 奈及利亞   | 1    | 1981         | 125.60   | 15.00    | 5.80     | 3360吨   |      |
| MEKO 360 H2      | 布朗海军上将级驱逐舰  | 阿根廷     | 4    | 1983-1984    | 125.90   | 14.00    | 5.80     | 3360吨   |      |
| MEKO 140 A16     | 埃斯波拉级护卫舰      | 阿根廷     | 6    | 1985-2002    | 91.20    | 11.00    | 3.33     | 1560吨   |      |
| MEKO 200 TN      | 亚维兹级巡防舰        | 土耳其     | 4    | 1987-        | 110.50   | 14.20    | 4.14     | 3030吨   |      |
| MEKO 200 PN      | 瓦斯科·達伽馬級巡防艦 | 葡萄牙     | 3    | 1991-        | 115.90   | 14.80    | 4.10     | 3400吨   |      |
| MEKO 200 HN      | 海德拉級巡防艦        | 希腊       | 4    | -1992        | 117.00   | 14.80    | 4.10     | 3360吨   |      |
| F 123            | 布蘭登堡級巡防艦      | 德国       | 4    | 1994-1996    | 138.85   | 16.70    | 4.35     | 3600吨   |      |
| MEKO 200 TN II-A | 巴巴洛斯级巡防舰      | 土耳其     | 2    | 1995-        | 116.70   | 14.80    | 4.10     | 3100吨   |      |
| MEKO 200 ANZAC   | 安扎克级巡防舰        | & · 新西兰 | 10   | 1996-        | 118.00   | 14.80    | 4.10     | 3600吨   |      |
| MEKO 200 TN II-B | 巴巴洛斯级巡防舰      | 土耳其     | 2    | 1998-        | 118.00   | 14.80    | 4.30     | 3100吨   |      |
| F 124            | 薩克森級巡防艦        | 德国       | 3    | 2002-        | 143.00   | 17.44    | 4.86     | 5690吨   |      |
| MEKO 100 RMN     | 吉打級護衛艦          | 马来西亚   | 6    | 2004-        | 91.10    | 12.85    | 3.40     | 1850吨   |      |
| MEKO A-200 SAN   | 勇敢级巡防舰          | 南非       | 4    | 2006-        | 121.00   | 16.34    | 5.95     | 3700吨   |      |
| K 130            | 布伦瑞克级护卫舰      | 德国       | 5    | 2007-        | 88.75    | 12.80    | 3.40     | 1840吨   |      |
| MEKO A-200 AN    | 震懾級巡防艦          | 阿尔及利亚 | 2    | 2016-        | 121      | 16.34    | 5.95     | 約3500噸 |      |
| F-125            | 巴登·符騰堡級巡防艦   | 德国       | 4    |              | 149.52   | 18.80    | 5.00     | 7200吨   |      |
| MEKO A-100       | 白嘴鸦级护卫舰        | 波蘭       | 1    |              | 95.20    | 13.30    | 3.60     | 2150吨   |      |
| Sa'ar 6          | 薩爾6型護衛艦         | 以色列     | 4    | 2020         |          |          |          | 約2000噸 |      |
| MEKO A100        | 塔曼達級巡防艦        | 巴西       | 4    | 2023-        | 107.2    | 15.95    | 5.2      | 約3455噸 |      |
| MEKO A-200 EN    | 阿齐兹级巡防舰        | 埃及       | 4    | 2023-        | 120      | 14.8     | 5.95     | 约3600吨 |      |
| F-126            | TBD                   | 德国       | 6-8  | 预计2030年代 | TBD      | TBD      | TBD      | 10500吨  |      |
| F-127            | TBD                   | 德国       | 6-8  | 预计2030年代 | TBD      | TBD      | TBD      | 14000吨  |      |

德國版：

### F-124
由德國與荷蘭聯合研製，主要用来取代3艘吕特晏斯级驱逐舰，以布兰登堡级的設計改良而成，德国巡防舰联盟（ARGE，包括B&V、HDW与TNSW）設計，B&V主导，HDW与TNSW为次承包商。

### F 125
德国在1997年规划执行防空、反舰、反潜、火力支援、战区弹道飞弹防御以及维和、打击国际恐怖主义、支持多国联合行动等任务的新型艦艇。因此，巴登·符腾堡级與先前的不来梅级、布兰登堡级和萨克森级并无继承关联，本級艦为一种全新设计以满足当前及未来海上威胁的巡防舰。

### K 130
又称K130或130型护卫舰是德国海军替代猎豹级导弹快艇及弥补快艇与护卫舰等級之間的艦艇。

### MKS 180/F 126
外銷版：

### MEKO 360
分为奈及利亞的H1型与阿根廷的H2型，外銷奈及利亞的MEKO 360 H1為MEKO系列的首艘外銷訂單並於1981年交付奈及利亞海軍。

#### MEKO 360 H2

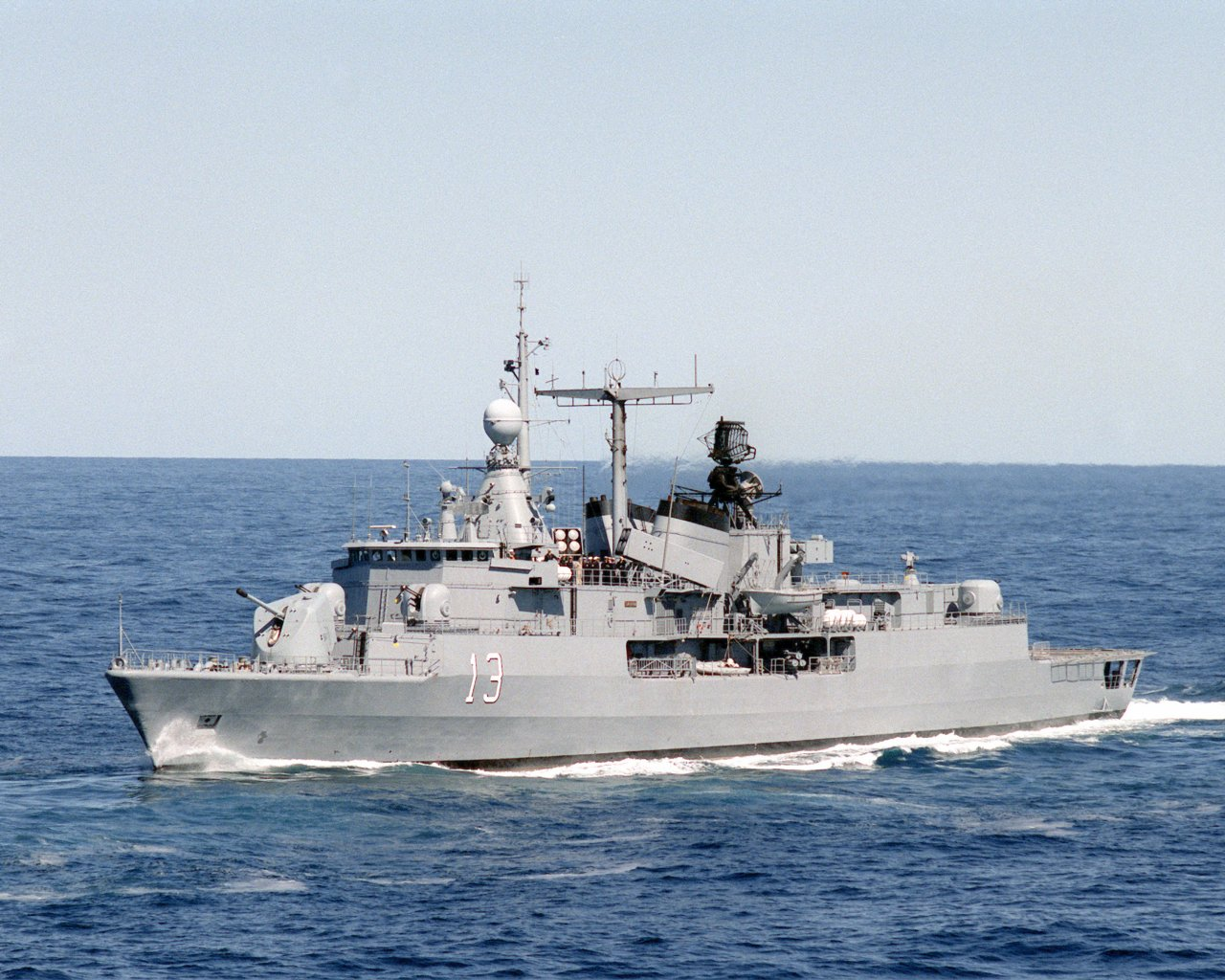
MEKO 360 H2

1978年阿根廷订购6艘MEKO-360H2型巡防舰，后因另外訂購了MEKO-140型護衛舰因而減少為2艘。MEKO-360H2型护卫舰与尼日利亚的MEKO-360H1大致相同，但细部设计與装备有所差异，排水量3630吨，由布洛姆·福斯造船厂建造，1983～1984年间入役。

### MEKO 140

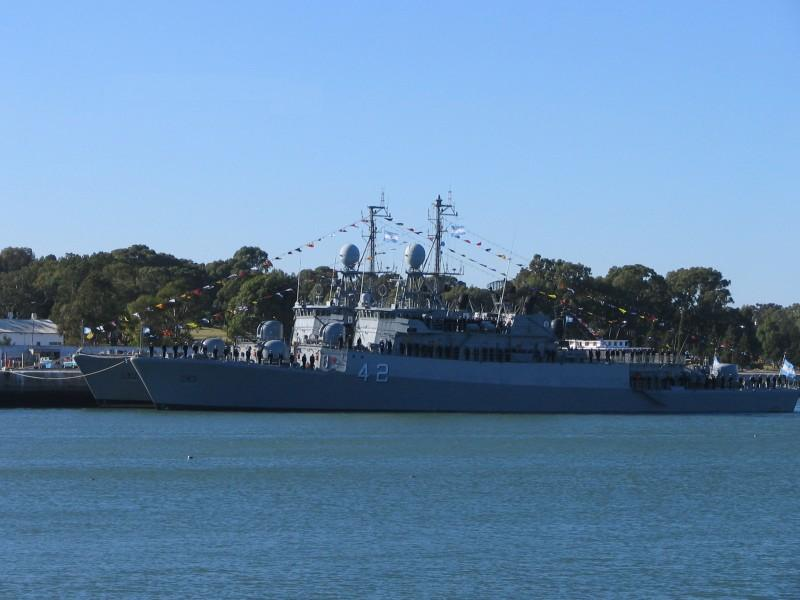
MEKO 140

反潛型號，舰艏配置两座76快砲，舰艉配置2座双联装40mm快炮、舰舯則配置4發飞鱼反舰导弹，直升机飞行甲板两侧各有1座3联装324mm鱼雷发射器，可操作1架直升机。
1979年1月，阿根廷向布洛姆·福斯造船厂订购6艘MKKO-140 A16型護衛舰，前4艘于1985～1990年服役，后2艘则延至2000年和2004年交付。

### MEKO 200
有希臘的MEKO 200 HN、澳洲和紐西蘭的MEKO 200 ANZAC、土耳其的MEKO 200 TN和葡萄牙的MEKO 200 PN等，與日後的MEKO A200有所差異。

#### MEKO 200 HN

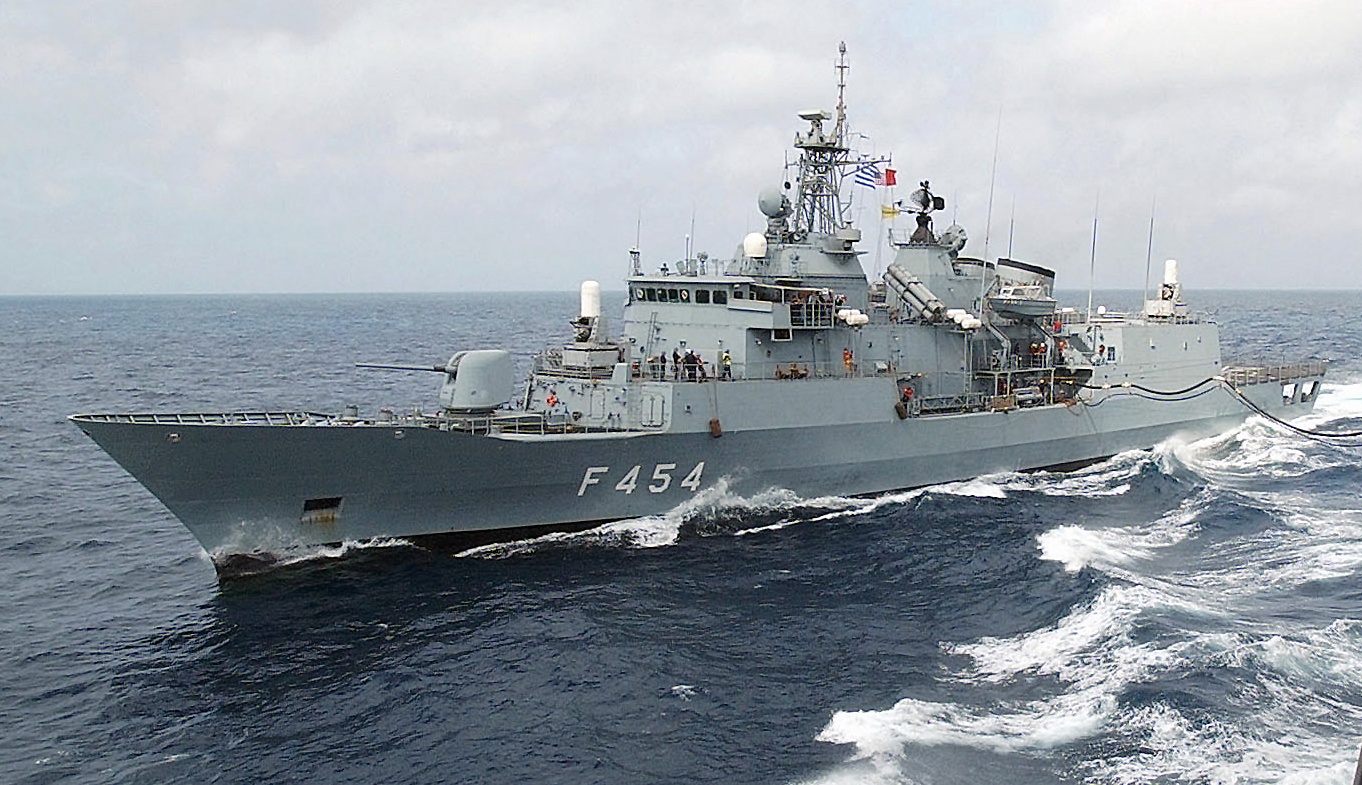
MEKO 200 HN

希臘於1988年向德國購買MEKO 200 HN型巡防艦，並羿年2月簽約；此案部分支出由美國對希臘海外軍售管道（FMS）援助，最初計劃建造6艘，由於希臘財政狀況不佳而取消建造2艘；冷戰結束前夕荷蘭皇家海軍縮編艦隊，為彌補本級艦艇的數量不足，因而向荷蘭购入8艘寇騰納爾級巡防艦。
設計基礎源自MEKO-200 Mod3，首艦海德拉號（Hydra F-452，希臘神話中的九頭蛇）於德國建造，1992年11月服役，後續3艘授權希臘造船建造，但因經費不足導致建造進度緩慢。

2018年4月25日，希腊国防部长帕諾斯·克門諾斯宣布正在对四艘船进行现代化改造，但并未透露更多的细节

#### MEKO 200 ANZAC

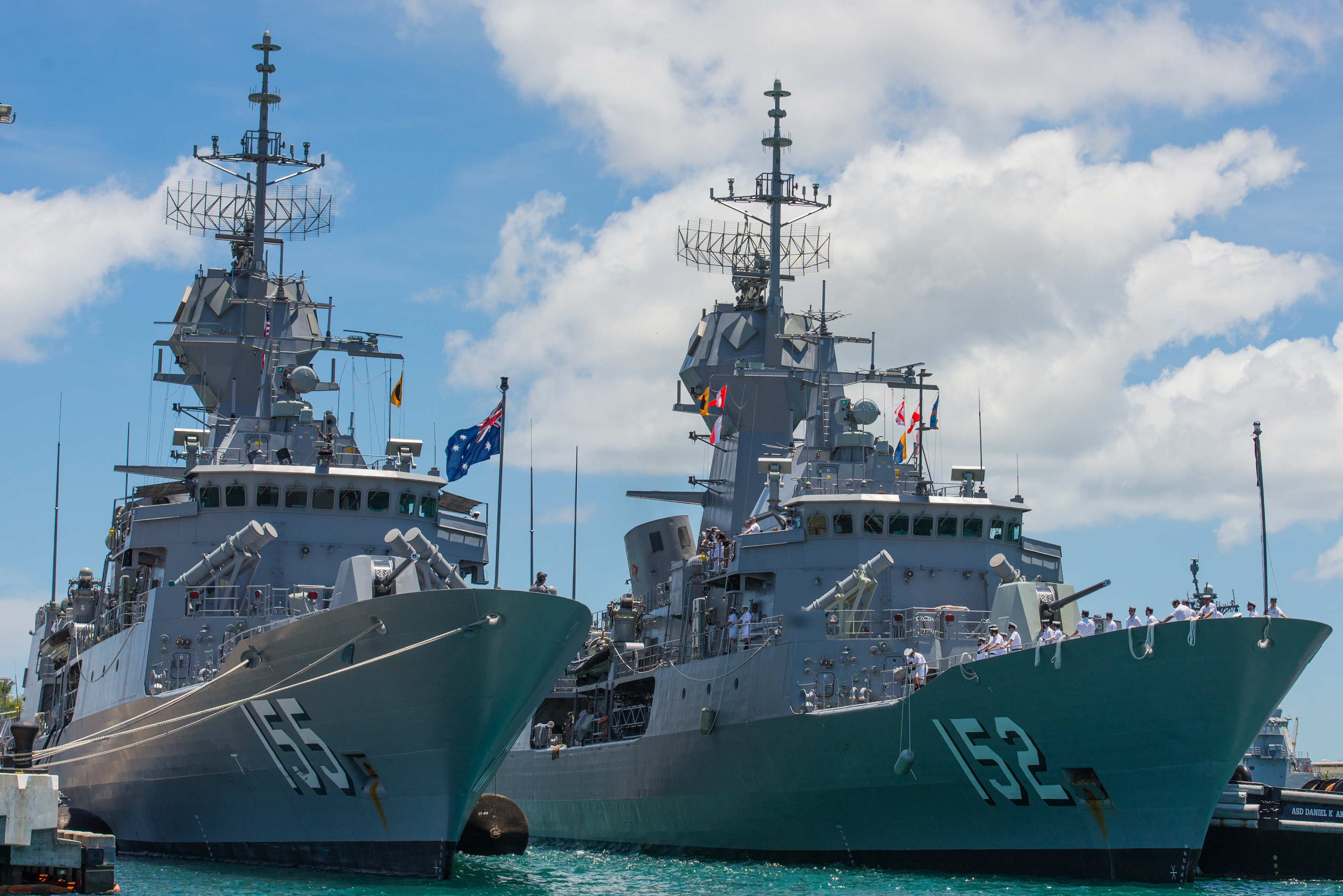
MEKO 200 ANZAC

以德国MEKO 200型为基础设计修改，使用模组化设计，由纽西兰和澳大利亚合作建造，總計10艘，其中2艘属于纽西兰8艘属于澳大利亚。 

#### MEKO 200 PN
1986年7月，葡萄牙与德国布洛姆·福斯造船厂签订3艘MEKO 200 PN型护卫舰的合約。首舰于1989年2月开工，3艘同型艦均在德国建造，于1991年交付服役。

### MEKO A200
使用匿踪设计，整合新型电子、网路、资讯科技及战斗系统等配备，分為防空型和反潜型

#### MEKO A200 AN

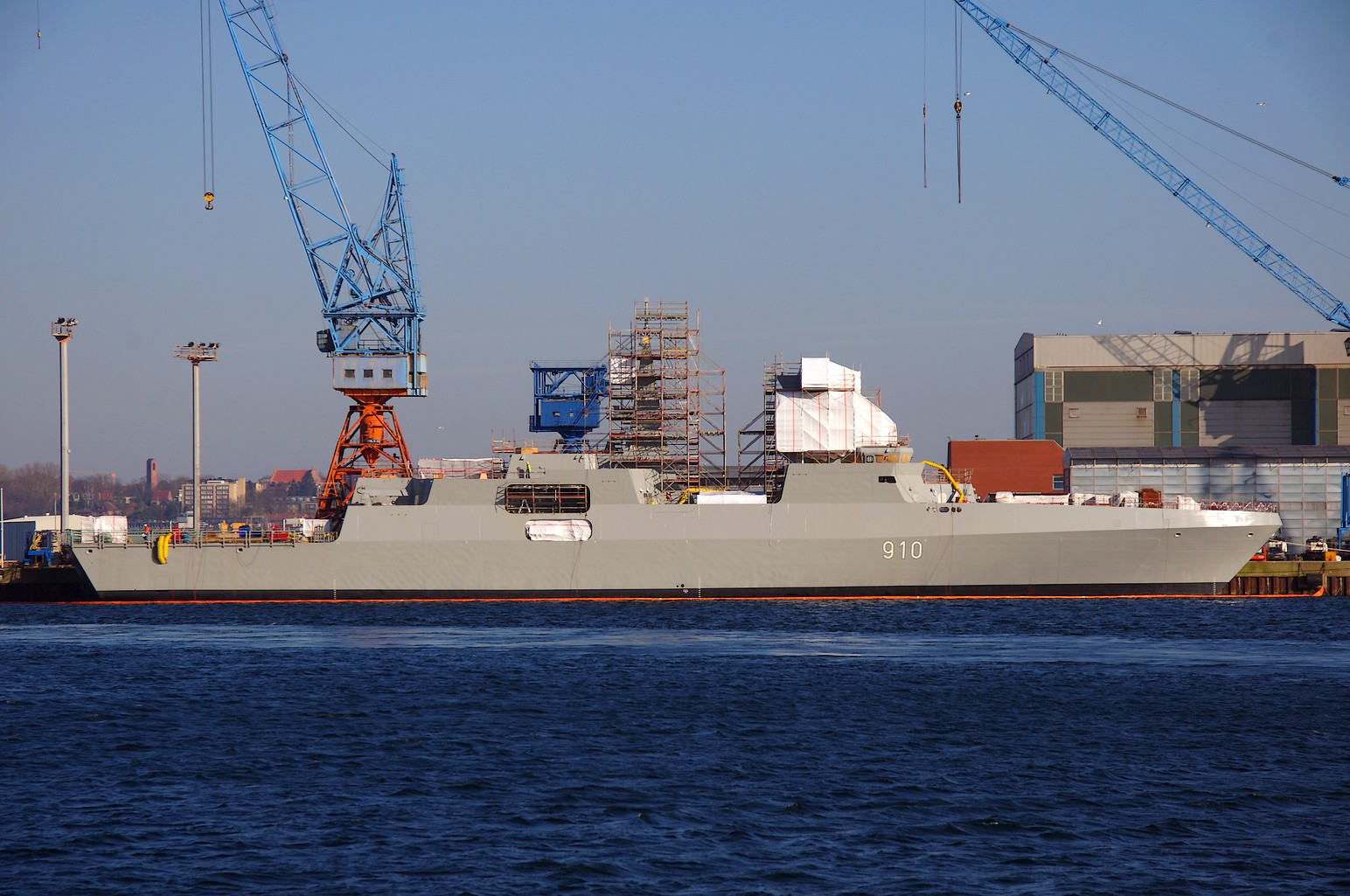
MEKO A200 AN

### MEKO A100
外观类似MEKO A200的缩小版，具有暱蹤能力。舰艏可配置2組8聯裝Mk 41垂直发射系统（裝填约64發ESSM飞弹）；其他尚有舰艏76快炮、舰舯8發反舰导弹 、机库上方30mm门将近迫系统（亦可使用Mk49发射器）、反潜武器、舰艉机库与甲板则可操作1架中型直升机，但因桅杆容量有限，故无法放置相位陣列式雷达。

#### MEKO A100 RMN
馬來西亞皇家海軍的新一代水面艦隊計劃的首種艦艇（後續馬來西亞採購法國追風級護衛艦），雙方原協議前2艘在德国先完成各个船段与模组後再海运到马来西亚槟城造船工业公司组装完成，后续各舰则由B&V协助槟城造船工业公司建造。但两年后双方更改合约，頭2艘改由在德国建造完成後交付馬來西亞皇家海軍，MEKO 100 RMN动力使用2具卡特彼勒 3616柴油机，每具8000马力，以双轴的可变距螺旋桨推进器驱动，一般最大航速约为24节，極速可达約30节，12节时的续航力約6050海浬，海上作业可达21天，舰体由3个船段加2个桅杆模组組成，每个区域皆有各自独立的核生化过滤系统与加压空调，能维持高于外部的气压，阻绝受核生化污染的气体、落尘侵入，另以八道水密舱门分隔为9个水密舱区，裝置一座76快砲、一具MK-49 RAM公羊防空飞弹系统，舰体中段可加装2组飞鱼反舰导弹发射器、机库上方裝設一座30公厘全自动机炮塔，两舷各有一挺12.7公厘机枪。

### MEKO D
2000年代初B&V推出的MEKO A-200改良型號，稱為MEKO Delta，作戰能力與德國現役的薩克森級巡防艦相當，且具有優異的匿蹤性，上層結構近乎完全封閉並與船舷合而為一，使用X型橫截面設計。舷寬由艦首到艦尾都持續不斷地增加，俯視有如一個錐形結構，此一設計可增強耐波力、航行穩定性以及艦尾飛行甲板的面積。標準排水量約3500噸，長116m，寬19.6m，吃水4.2m，動力來源可能為複合燃氣渦輪或柴電推進（CODLAG）或者複合燃氣渦輪與柴電推進（CODLOD），可簡化動力系統結構並增加經濟效益（使用燃油較現役艦艇減少20%），最大航速約28節，航速16節時續航力約為4000海里，能在海上持續作業21天。此外自動化程度極高，乘員編制僅78名，還有容納另外35人的餘裕可載運特種部隊或指揮人員。目前有D500和D600（中/大型巡防艦）及MEKO D100（中/小型巡防艦，2500噸級）的設計。

### MEKO X
標準排水量約8000噸，MEKO D的放大改良版，使用更多更先進的技術，匿蹤程度更高。長151m，舷寬25.8m。與MEKO D使用類似的全封閉式雙船樓構型，舷寬由艦首到艦尾都持續不斷地增加，俯看有如一個錐形，此設計可加強耐波力、航行穩定性以及艦尾飛行甲板的面積。MEKO X裝有兩個先進的AEM/S封罩式桅杆塔（由於將艦上所有電子天線都收容在內大幅降低雷達截面積，使得天線免於風雨海水的侵蝕）。全艦編制120人，自動化程度極高，亦可搭載20名艦隊指揮人員或特戰人員。預計將採用全電力推進系統，節省不少艦內空間（空出了傳統動力系統的減速、傳動機械以及大軸設置所需的空間，因此可在在艦尾內部騰出空間設置機庫），同時提高運作效率，採用兩個電動囊莢推進器（POD，使用特殊構型，囊莢前後端各有一個螺旋槳增強機動性），可選擇裝填區域防空飛彈、短程防空飛彈、反潛火箭或陸攻飛彈等，防空飛彈可裝填包括法製阿斯特飛彈等，艦體中段可用半埋式4組四聯裝反艦飛彈發射器，艦體內部裝有隱藏式的魚雷發射管。直昇機庫設置於艦尾飛行甲板下，直昇機由升降機於飛行甲板和機庫間運送，可搭載兩架NH-90直昇機，配備獨眼巨人光纖導引飛彈等。

## 使用國
MEKO系列有諸多使用國與型號，以下為MEKO系列各版本使用國概況

### 各國使用概況
- 德国：
  - 德國海軍：
    - 布蘭登堡級巡防艦：總計4艘，現役
    - 薩克森級巡防艦：總計3艘，現役
    - 巴登·符騰堡級巡防艦：總計4艘
    - 布伦瑞克级护卫舰：計畫10艘，5艘現役，5艘建造/規劃中（2019年3月）
    - F-126型巡防舰：预计6艘
    - F-127型巡防舰：预计8艘

- 奈及利亞：
  - 奈及利亞海軍：
    - 阿拉度级巡防舰（英语：Nigerian frigate Aradu）：總計1艘，目前暫退出現役（2019年3月）
- 阿根廷：
  - 阿根廷海軍：
    - 布朗海军上将级驱逐舰：總計4艘，現役
    - 埃斯波拉级护卫舰：總計6艘，現役
- 土耳其：
  - 土耳其海軍：
    - 亚维兹级巡防舰（英语：Yavuz-class frigate）：總計4艘，現役
    - 巴巴洛斯级巡防舰：總計4艘，現役，分為MEKO 200 TN II-A和MEKO 200 TN II-B
- 葡萄牙：
  - 葡萄牙海軍（英语：Portuguese Navy）：
    - 瓦斯科·達伽馬級巡防艦：總計3艘，現役（2019年3月）
- 希腊：
  - 希臘海軍：
    - 海德拉級巡防艦：總計4艘，現役
- / 新西兰
  - 澳大利亞皇家海軍/紐西蘭皇家海軍：
    - 安扎克級巡防艦：總計10艘，澳洲現役8艘、紐西蘭現役2艘（2019年3月）
- 南非：
  - 南非海軍（英语：South African Navy）：
    - 阿瑪托拉級巡防艦：總計4艘，現役（2019年3月）
- 马来西亚：
  - 馬來西亞皇家海軍：
    - 吉打級護衛艦：總計6艘，現役（2019年3月）
- 波蘭：
  - 波蘭海軍：
    - 白嘴鸦级巡防舰：1艘，现役
- 阿尔及利亚： 
  - 阿爾及利亞國家海軍：
    - 震懾級巡防艦：總計2艘
- 以色列：
  - 以色列海軍：
    - 薩爾6型護衛艦：4艘，現役[1]
- 巴西：
  - 巴西海軍：
    - 塔曼達雷級巡防艦：總計4艘
- 埃及：
  - 埃及海軍：
    - 阿齐兹級巡防艦：總計4艘

）。

## 圖集

### F 123

F 123

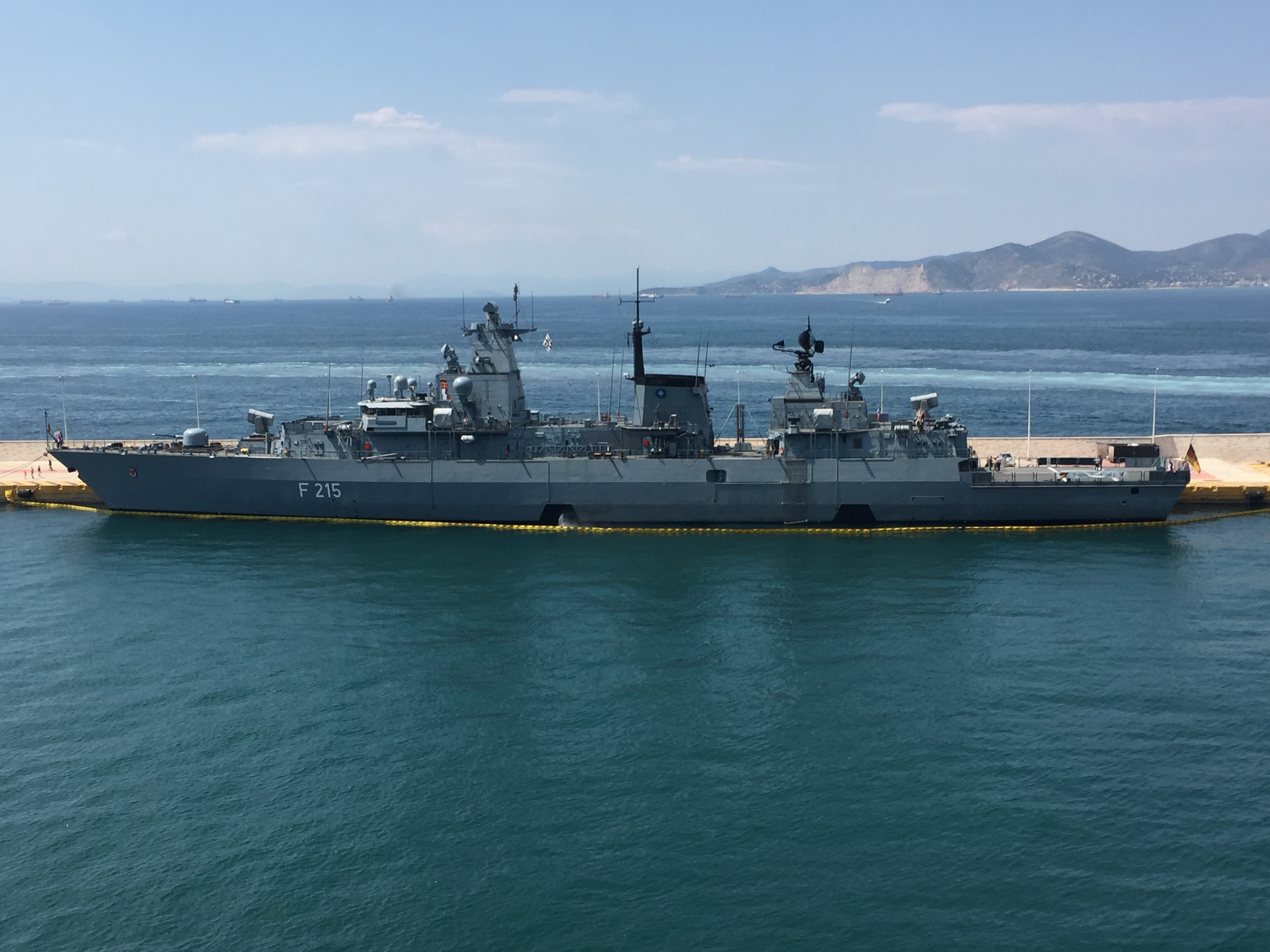
德國F123 布蘭登堡號（F215）
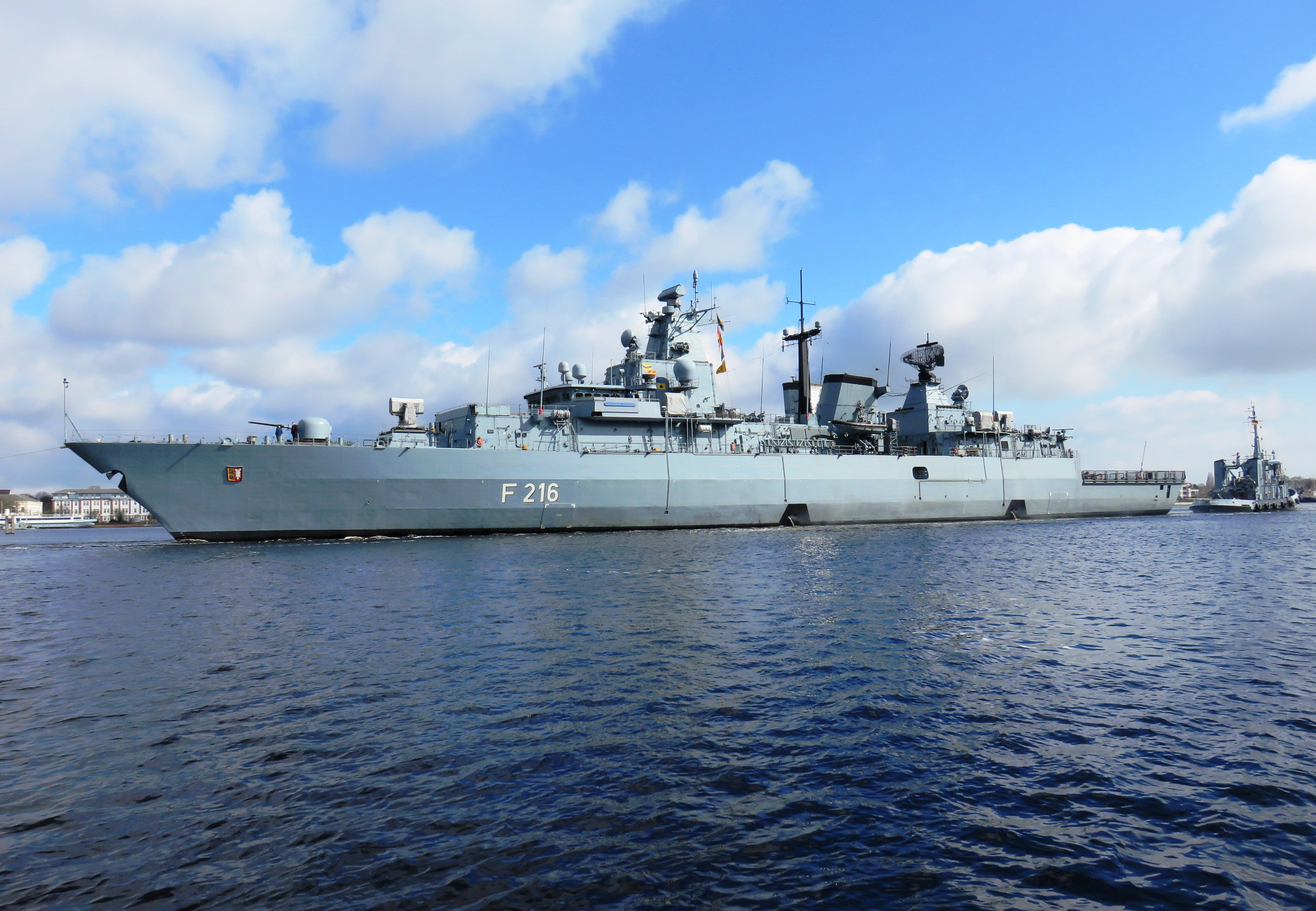
德國什勒斯威-霍爾斯坦號（F216）
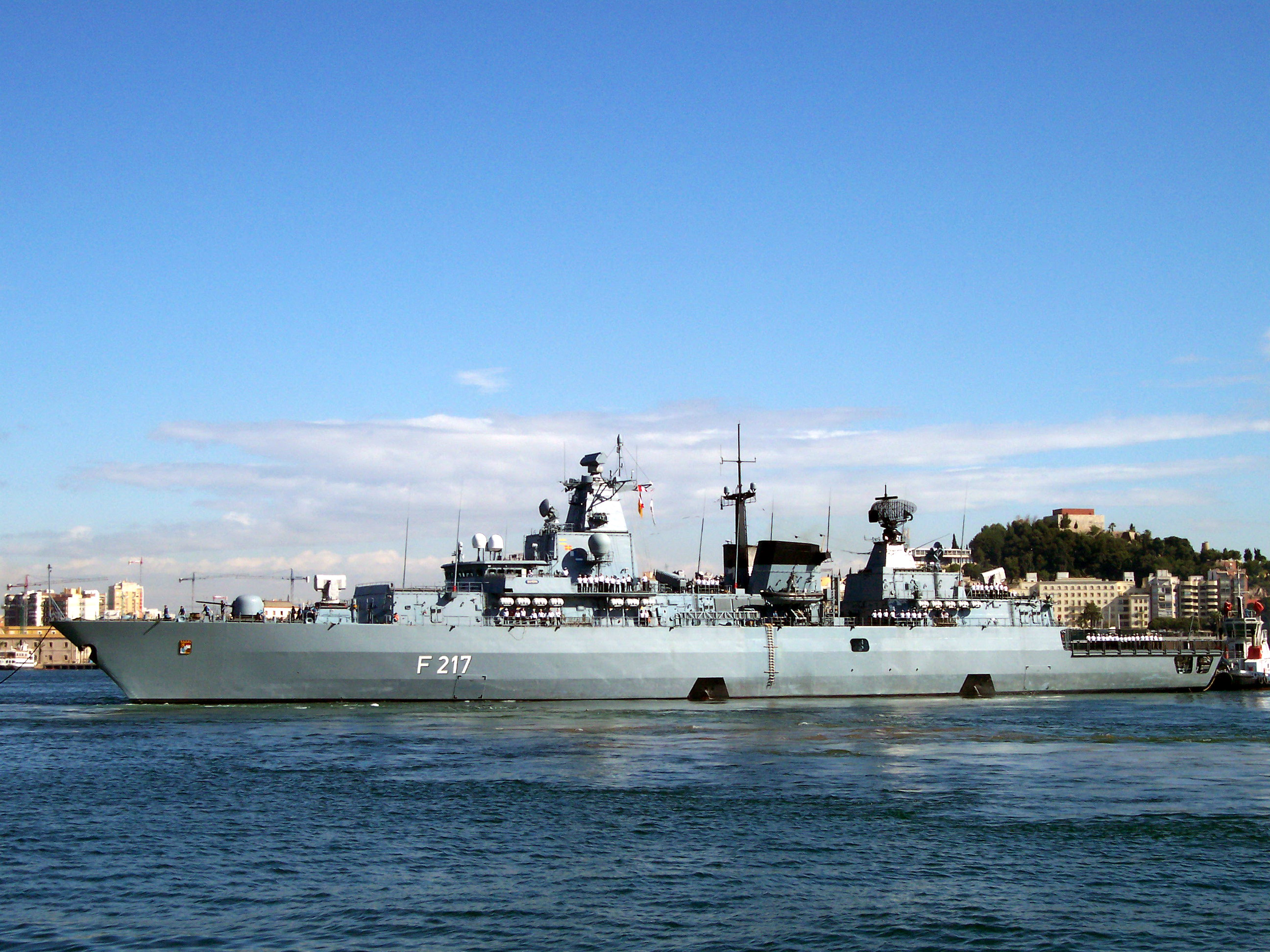
航行中的巴伐利亞號（F217）
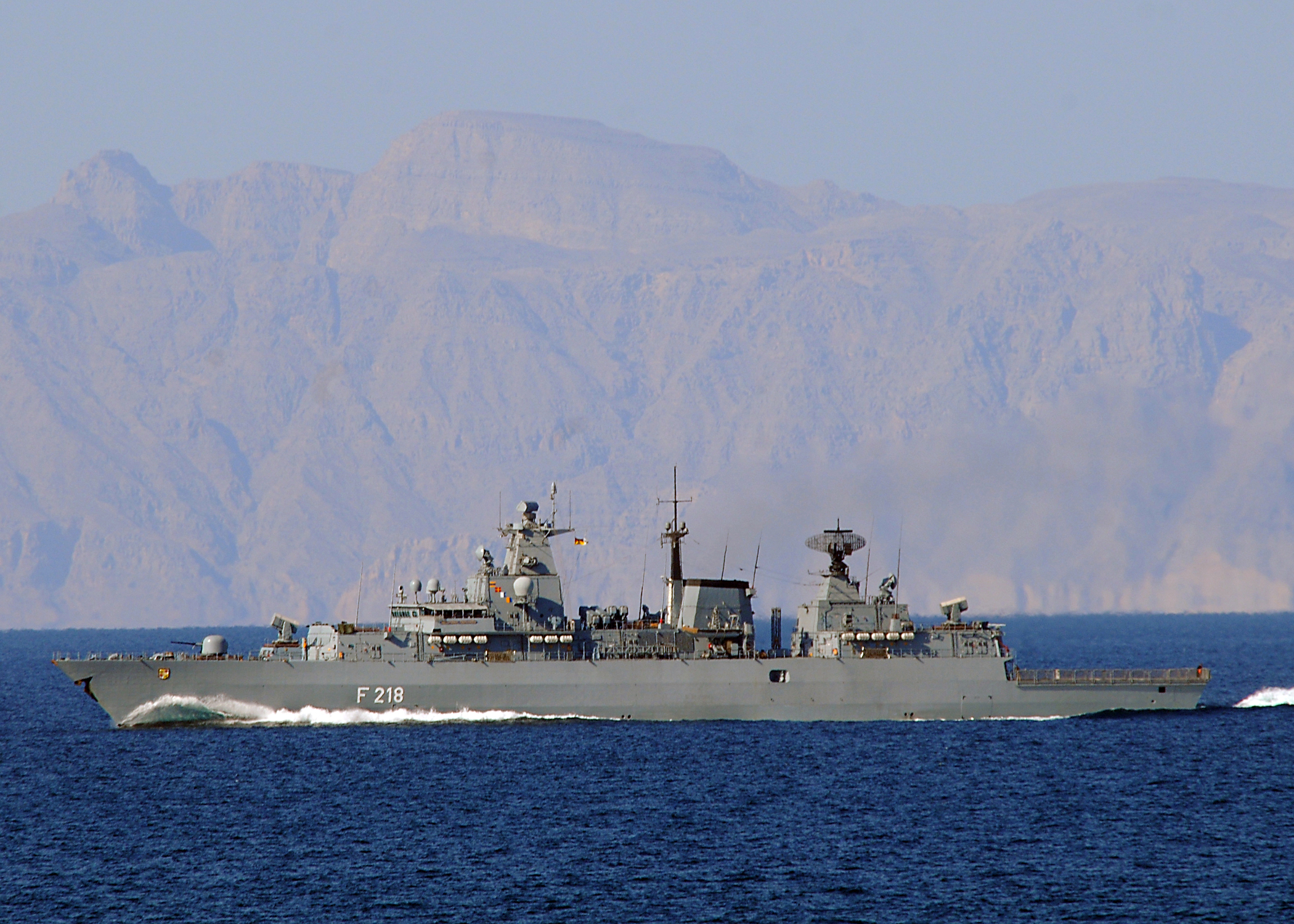
德國梅克倫堡-佛波門號（F218）

### F 124

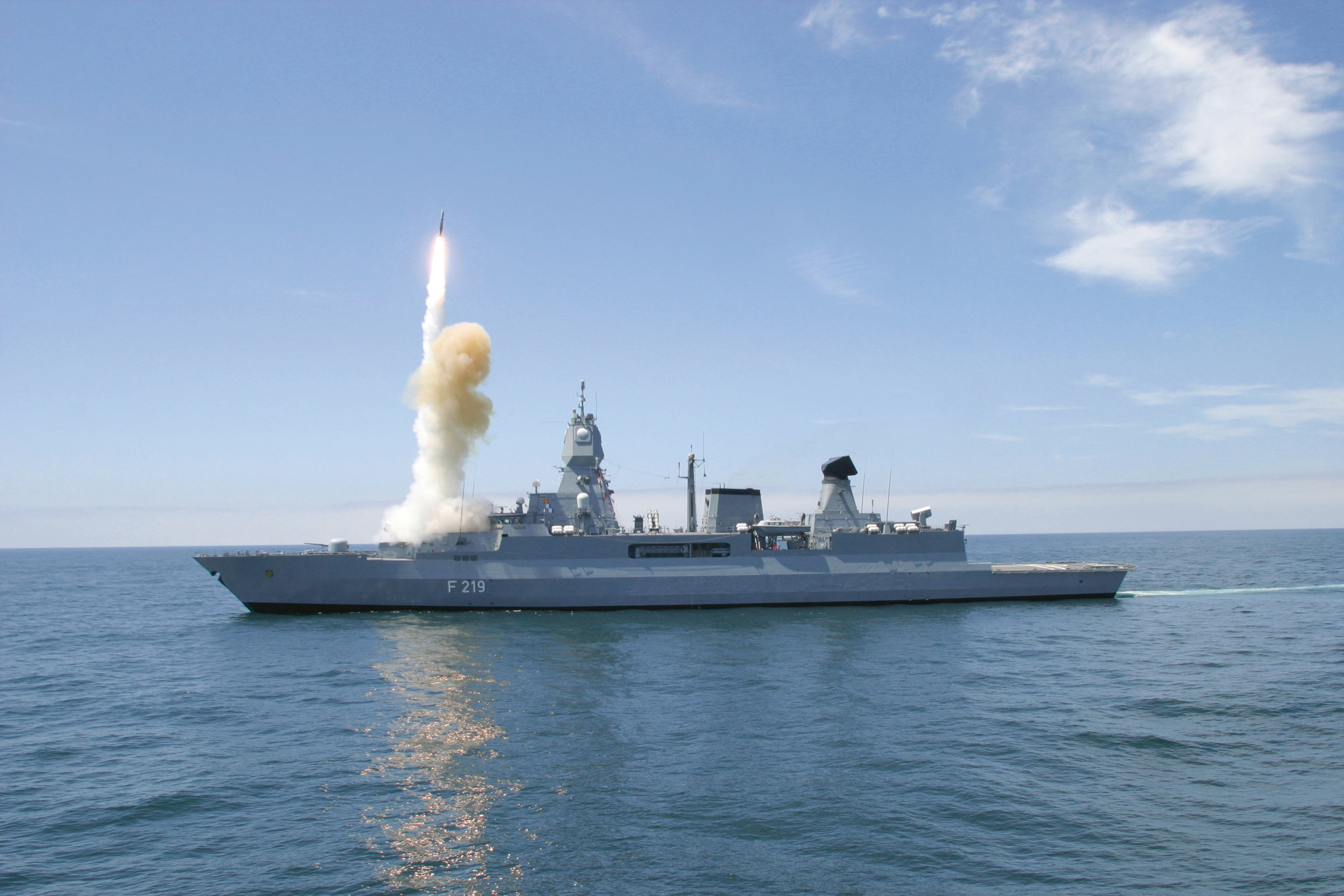
德國Sachsen號（F219）
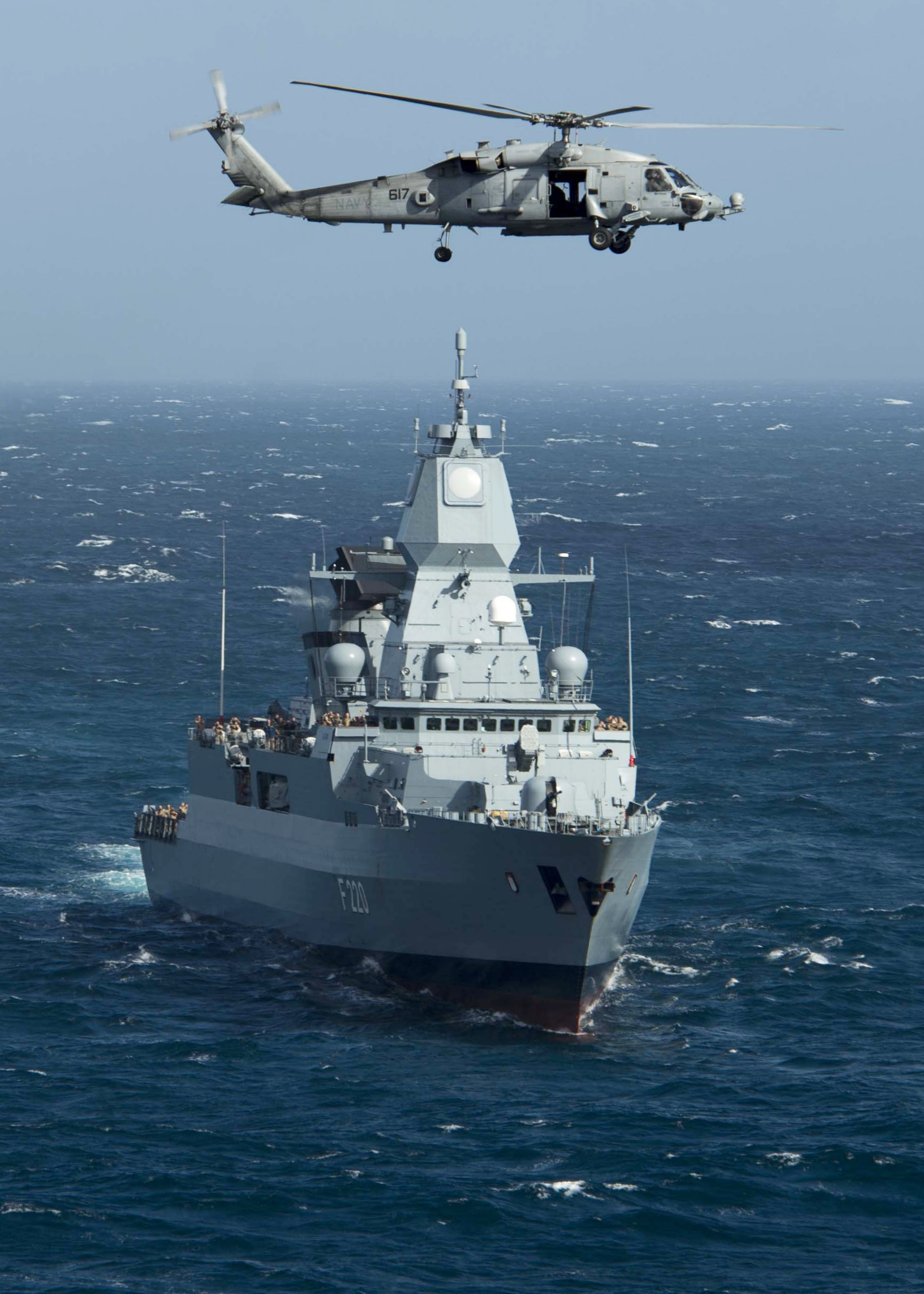
德國Hamburg號（F220）
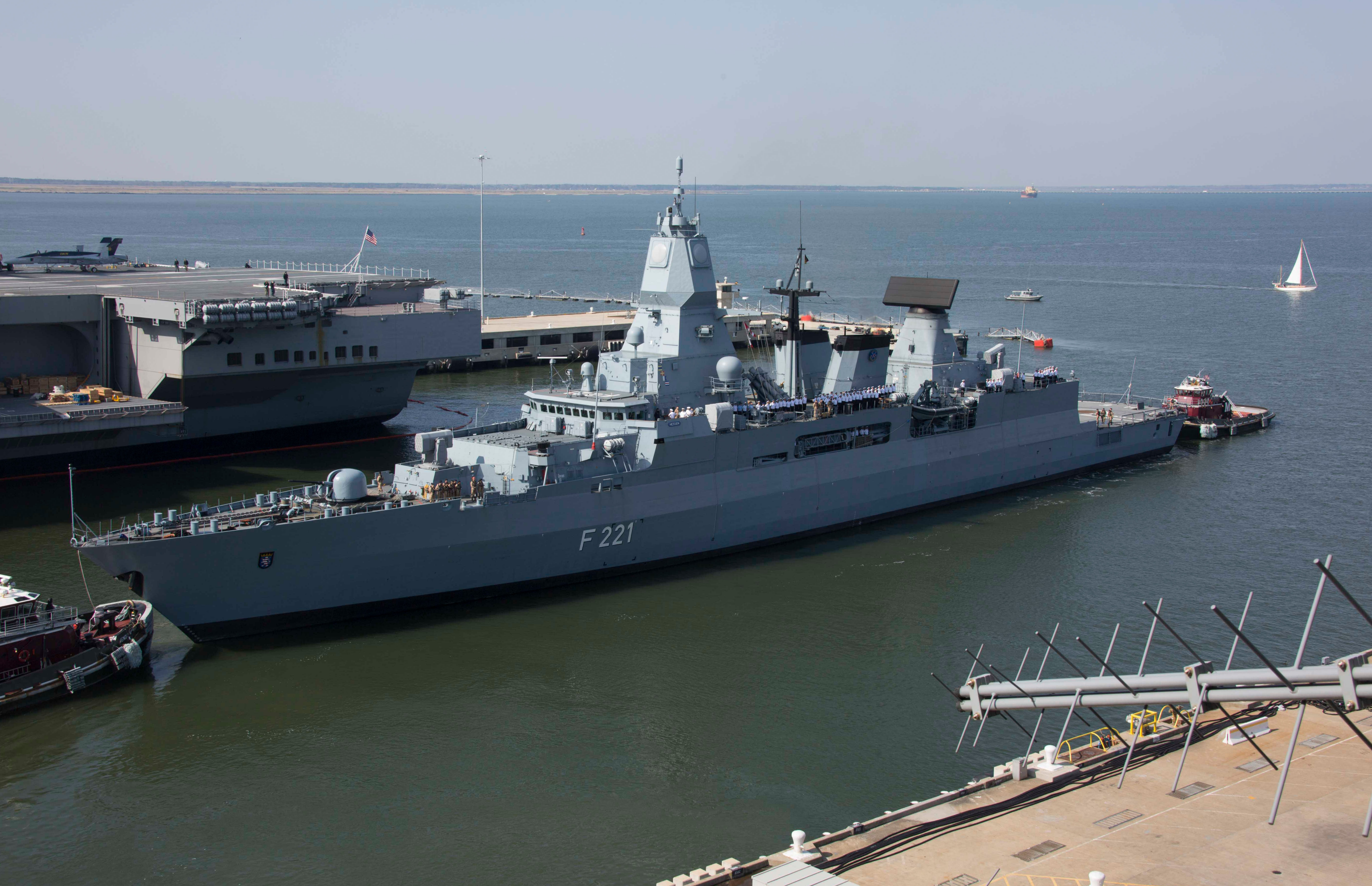
德國Hessen號（F221）

### F 125

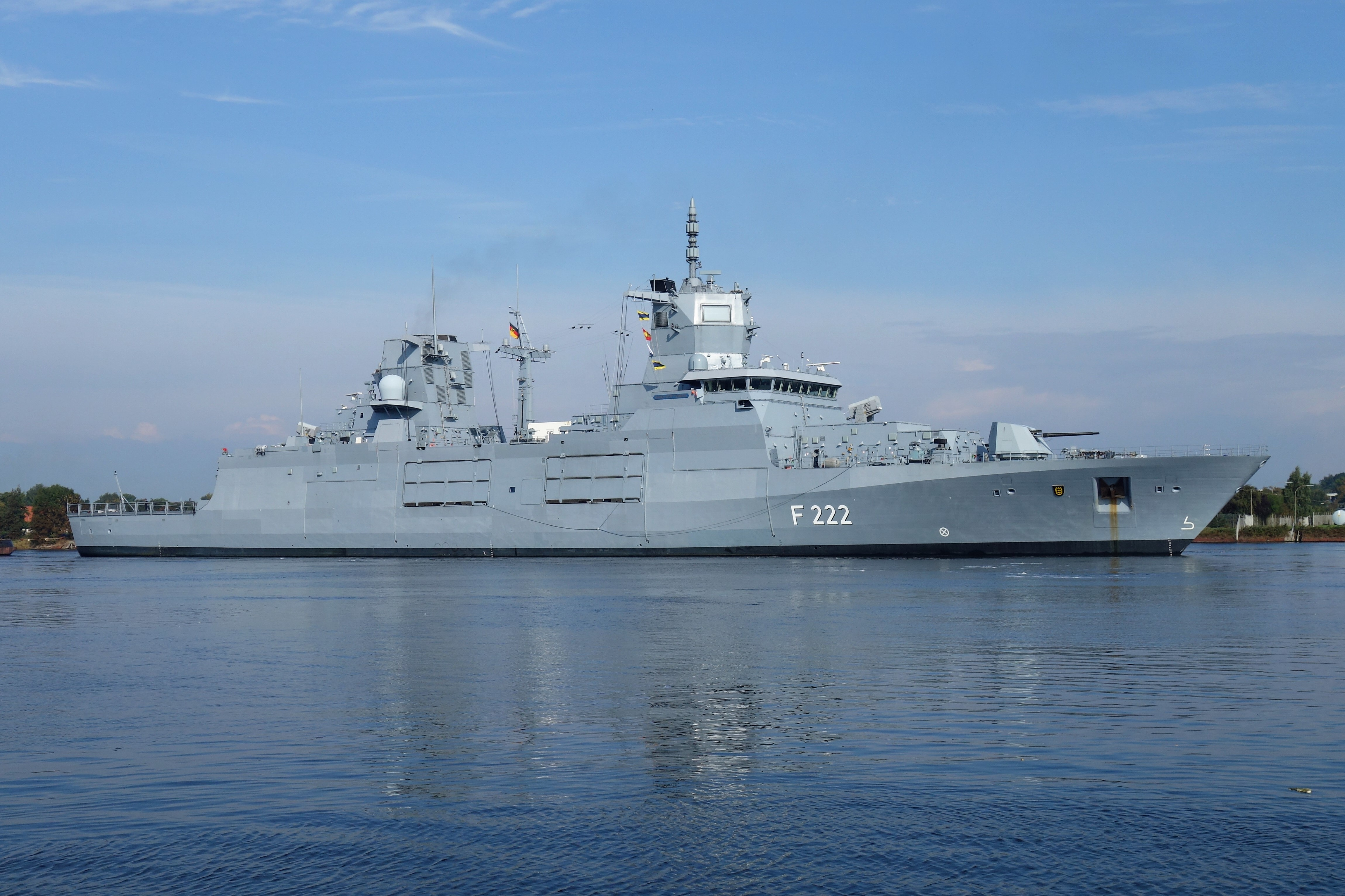
德國Baden-Württemberg號（F222）
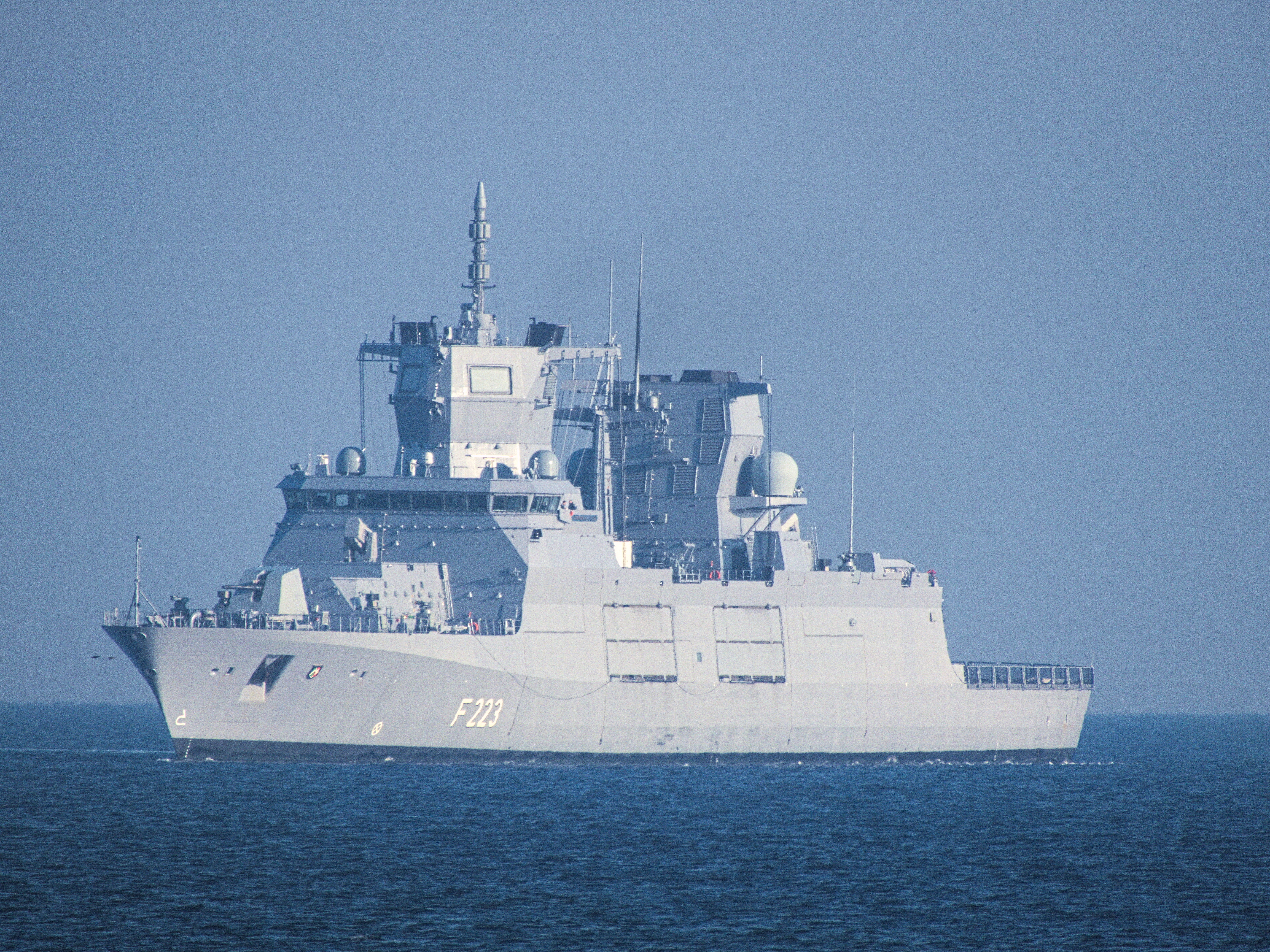
德國Baden-Nordrhein-Westfalen號（F223）
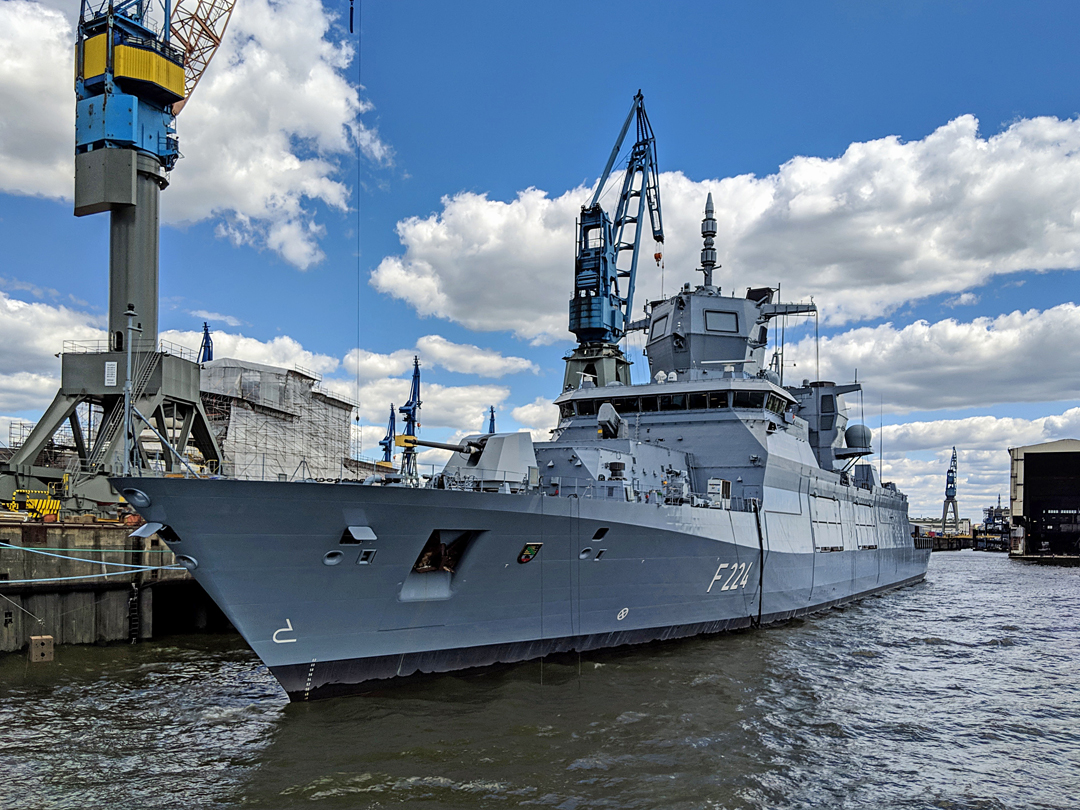
德國Sachsen-Anhalt號（F224）

### K 130

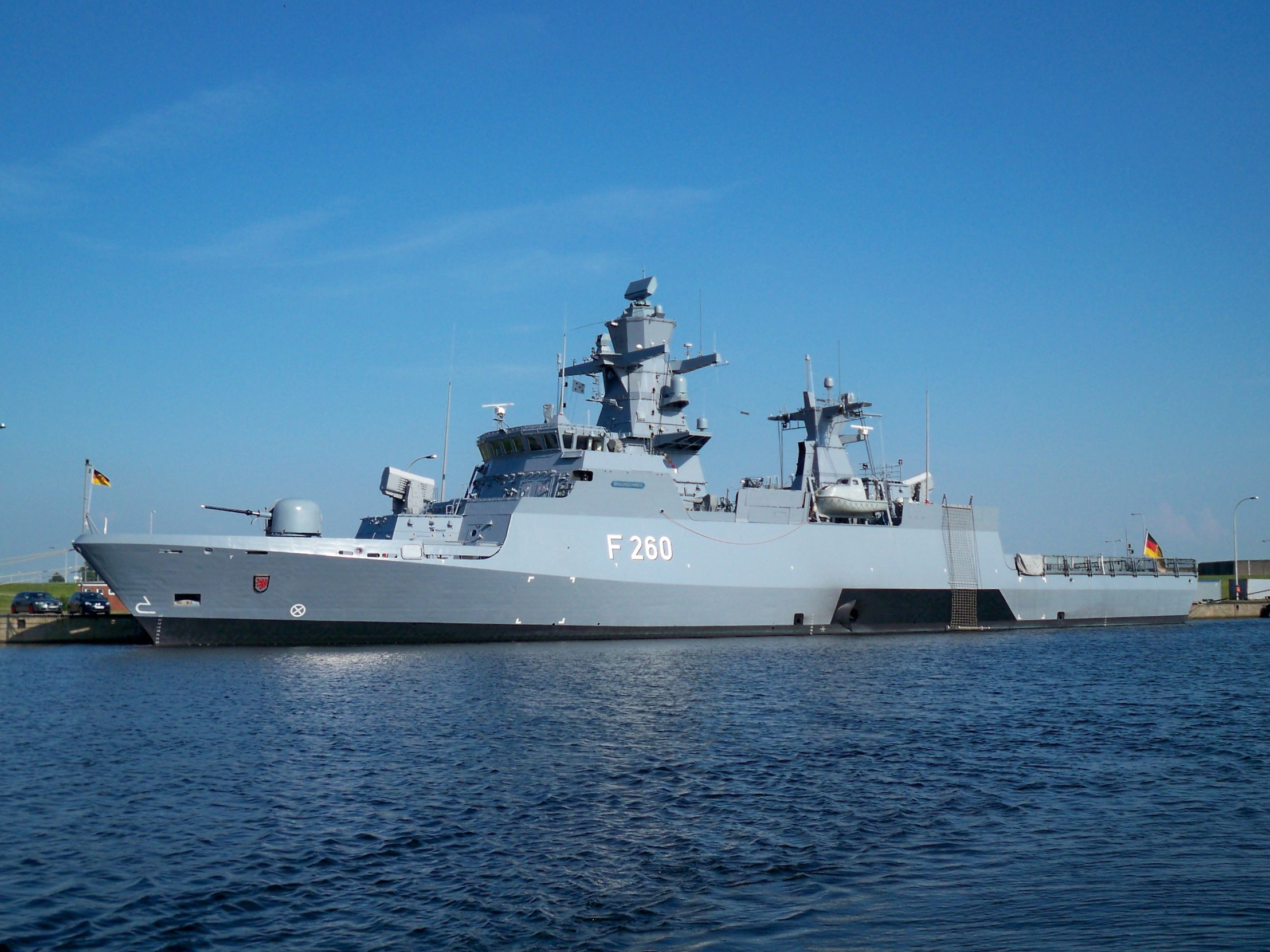
德國Braunschweig號（F260）
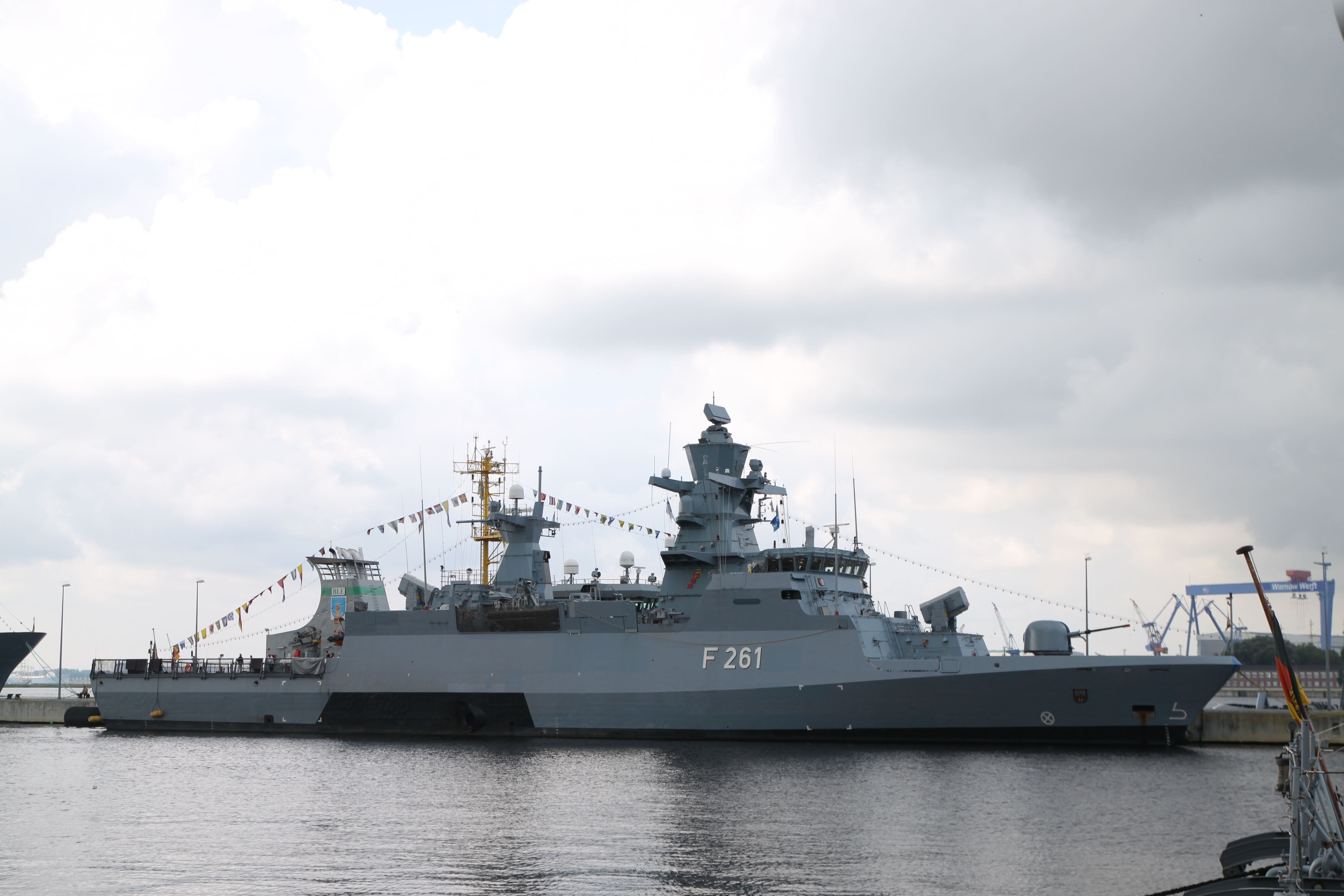
德國Magdeburg號（F261）
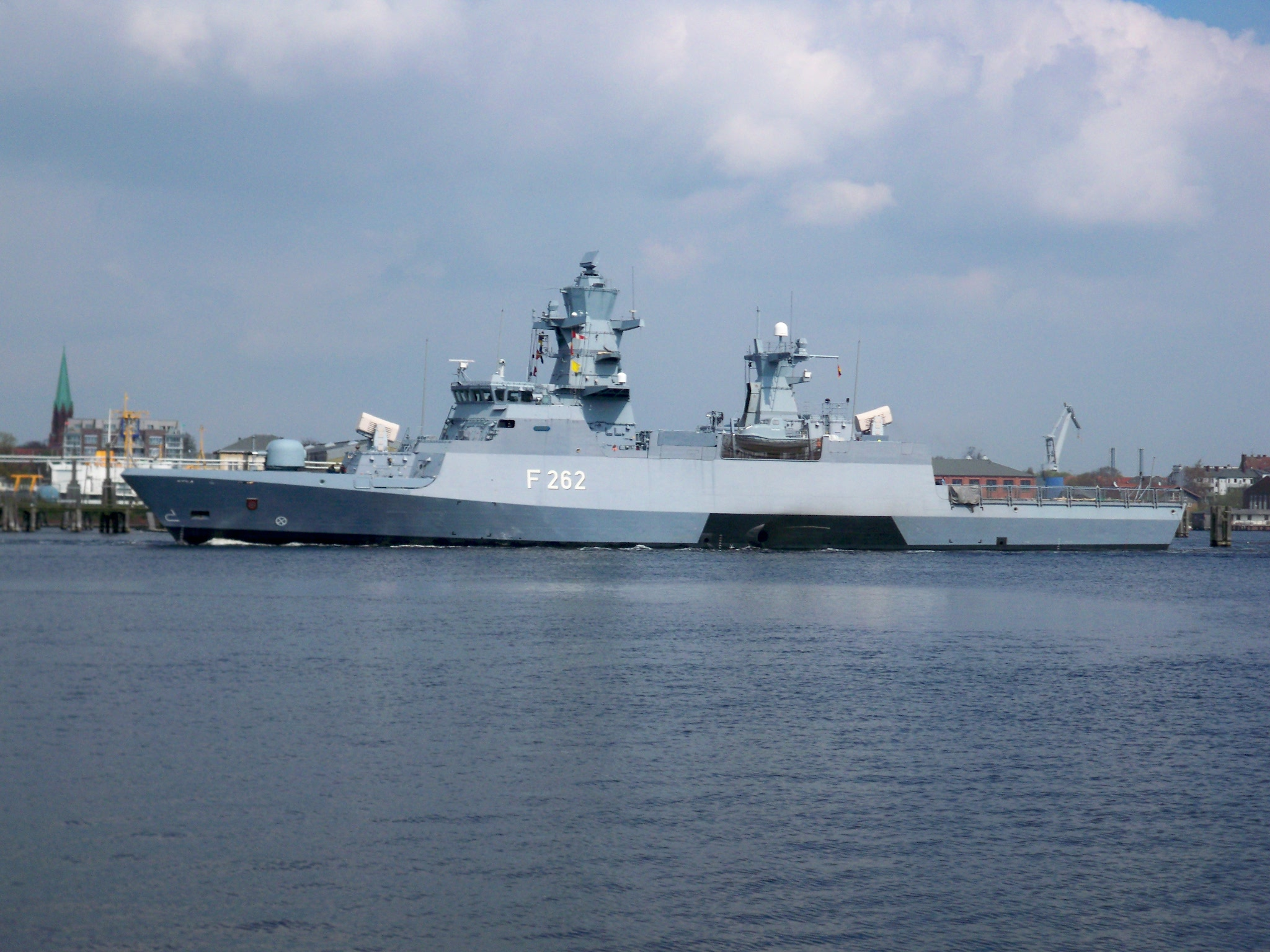
德國Erfurt號（F262）
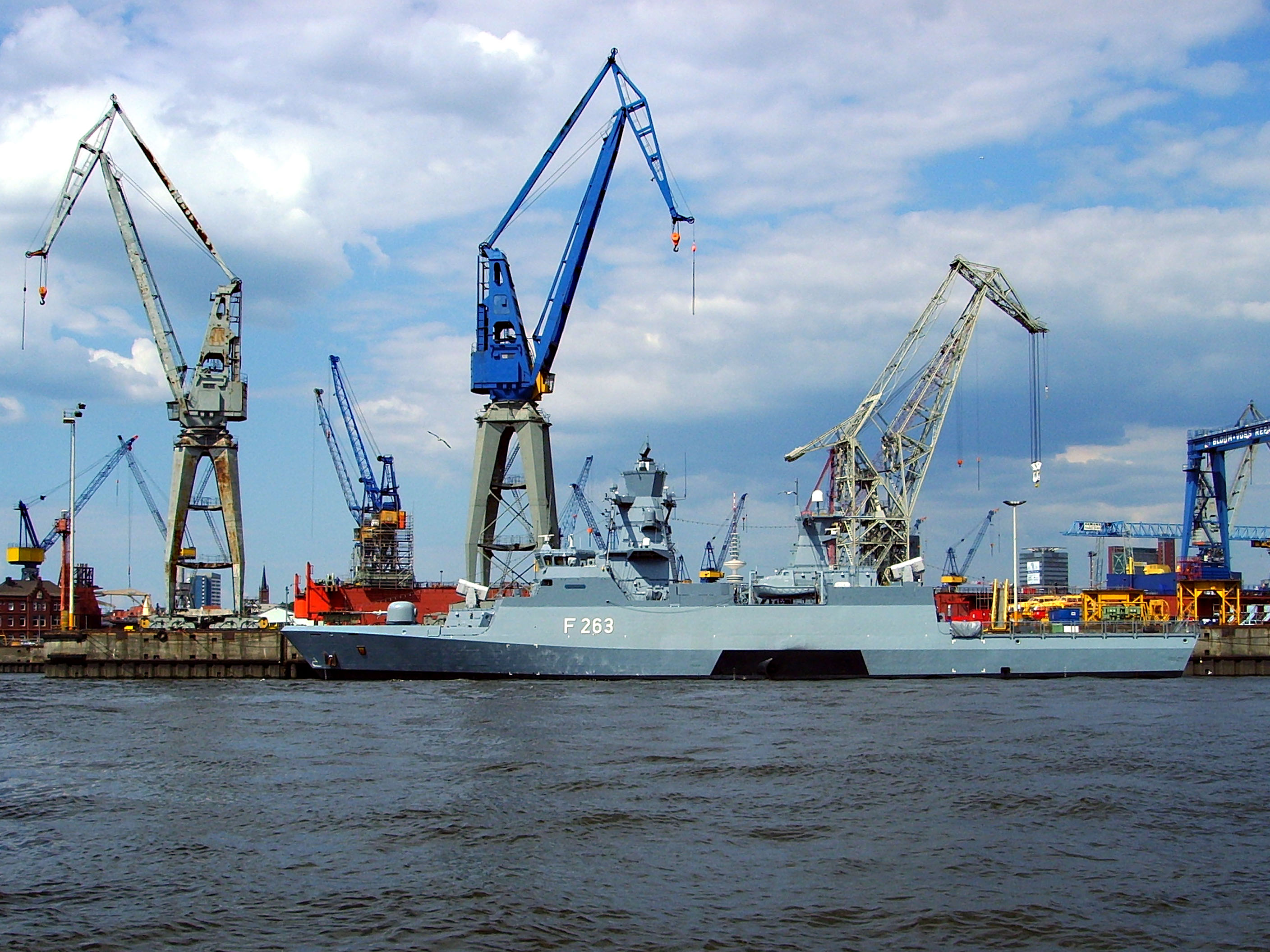
德國Oldenburg號（F263）
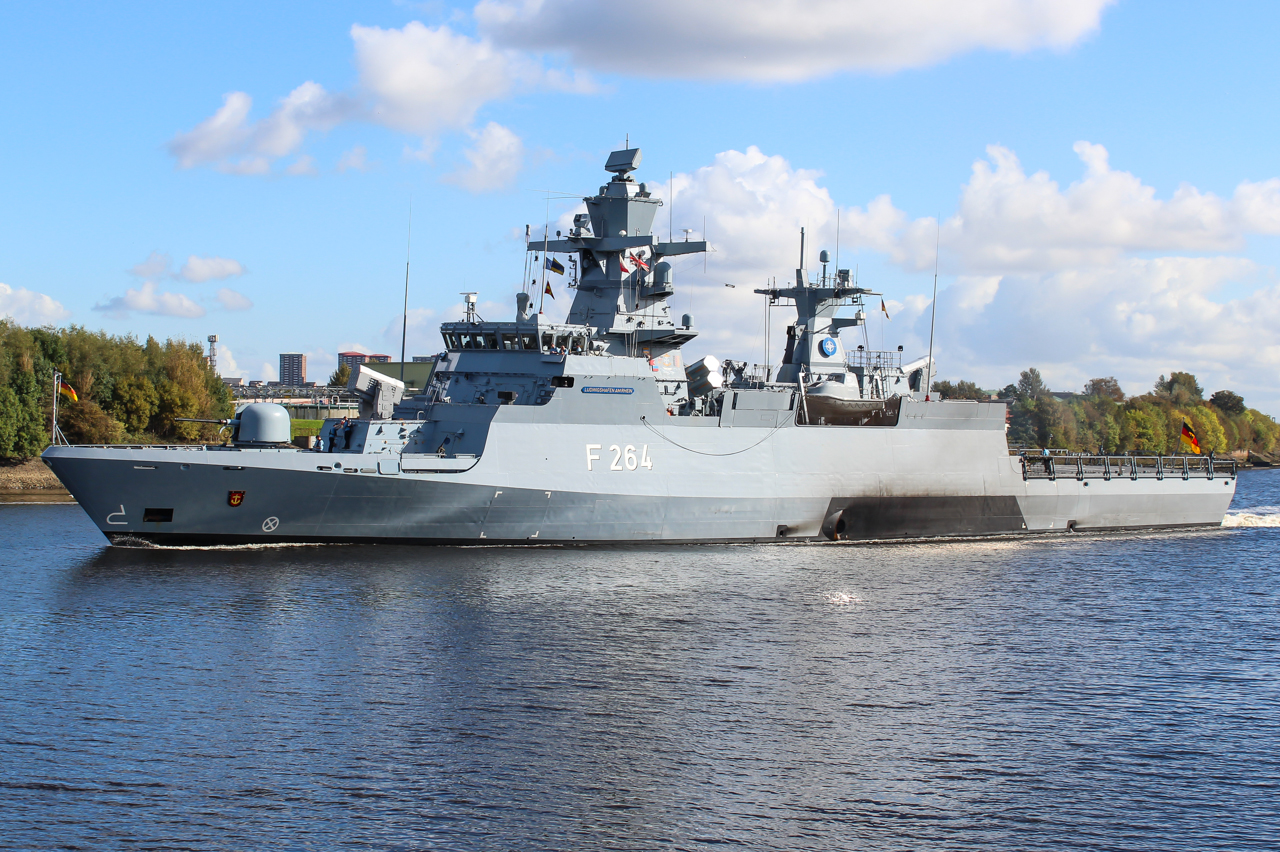
德國Ludwigshafen am Rhein號（F264）

### MEKO 360 H2

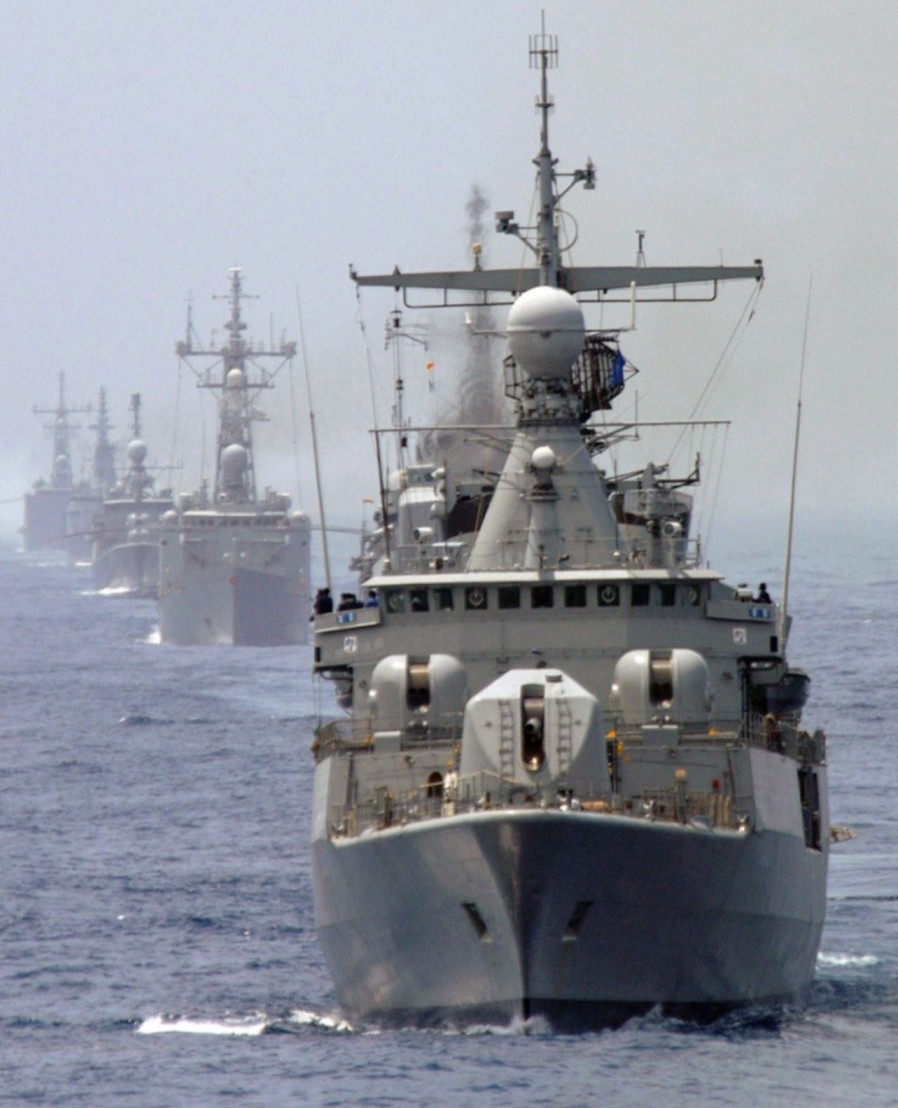
阿根廷Almirante Brown號（D-10）
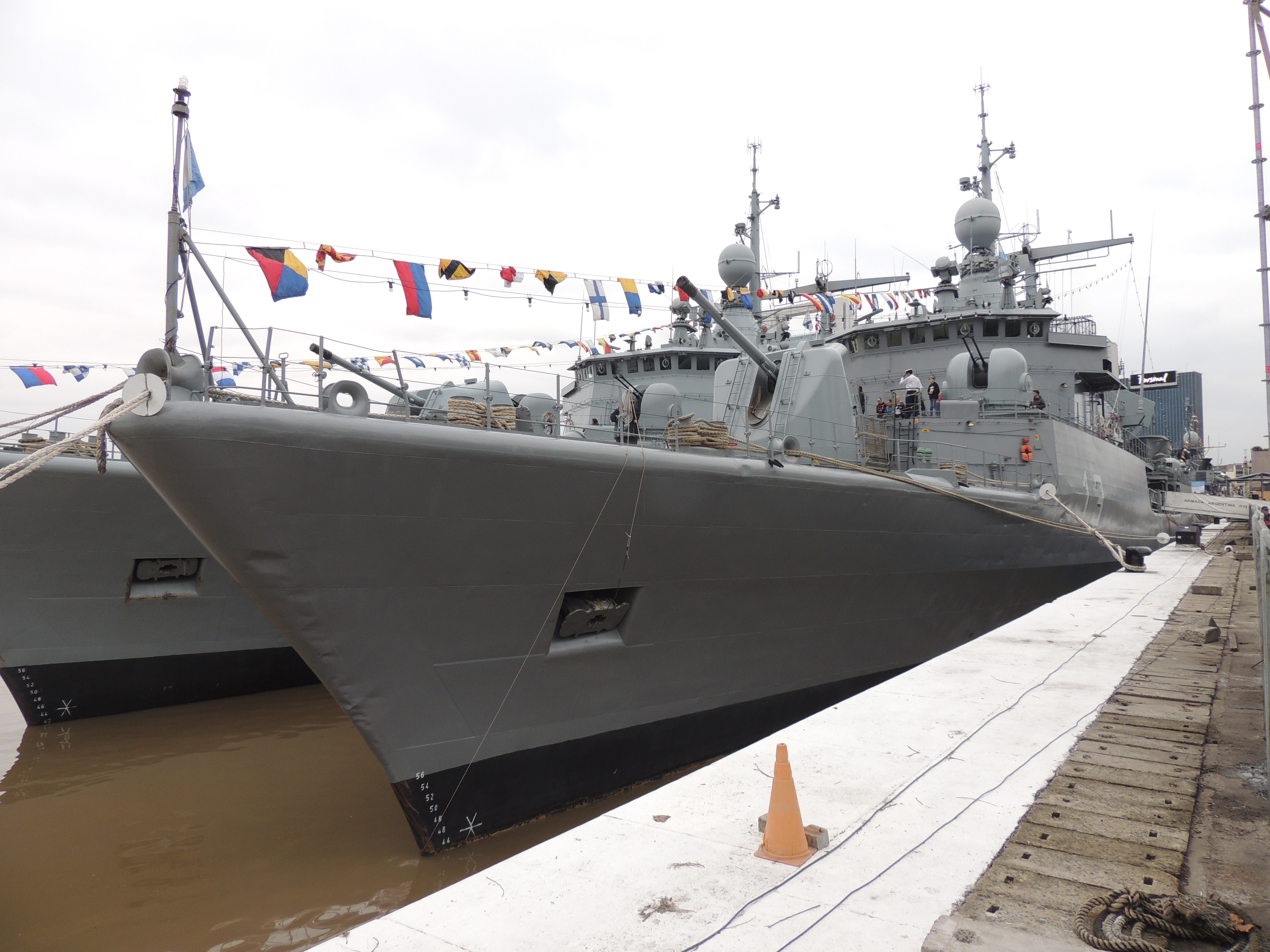
阿根廷Almirante Brown號（D-10，左）和Sarandí號（D-13，右）
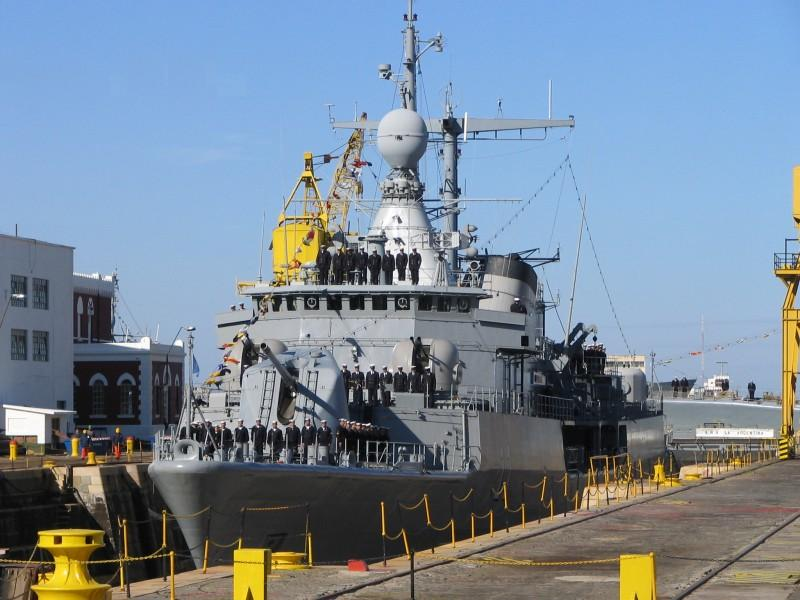
阿根廷La Argentina號（D-11）
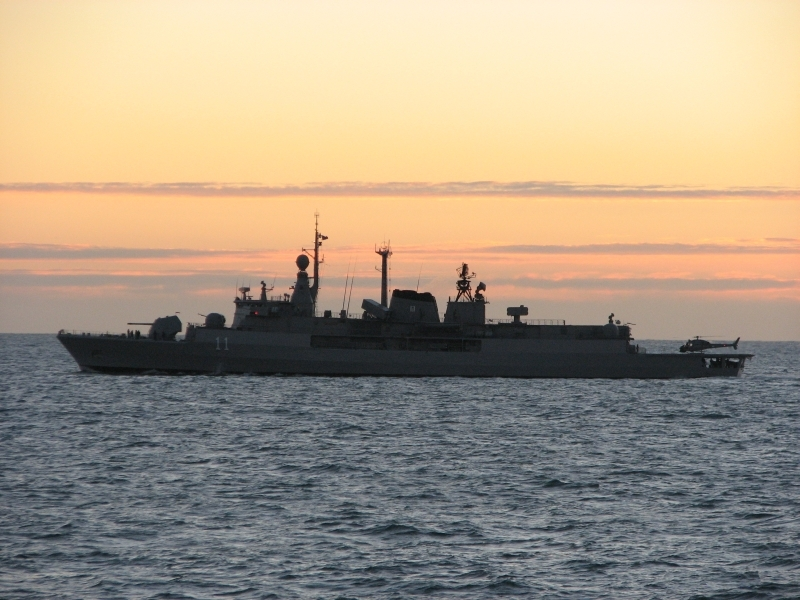
航行中的La Argentina號（D-11）
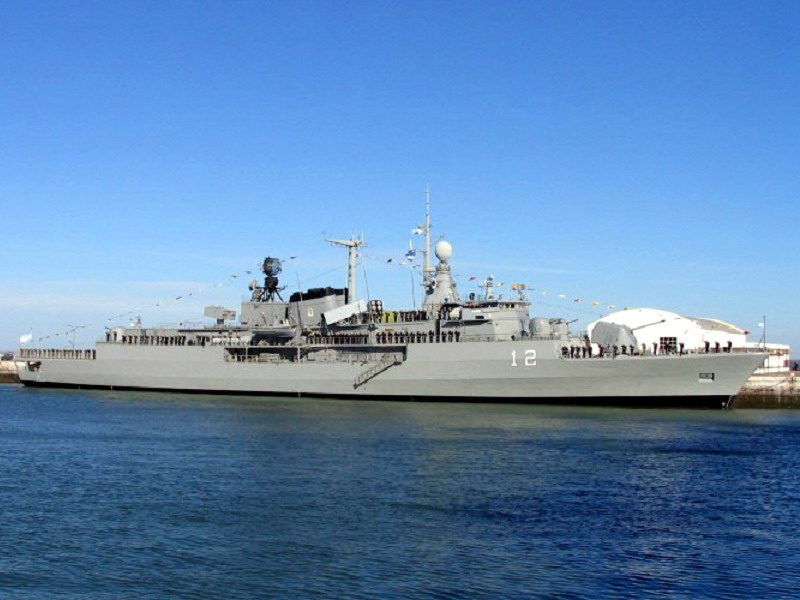
Heroína號（D-12）
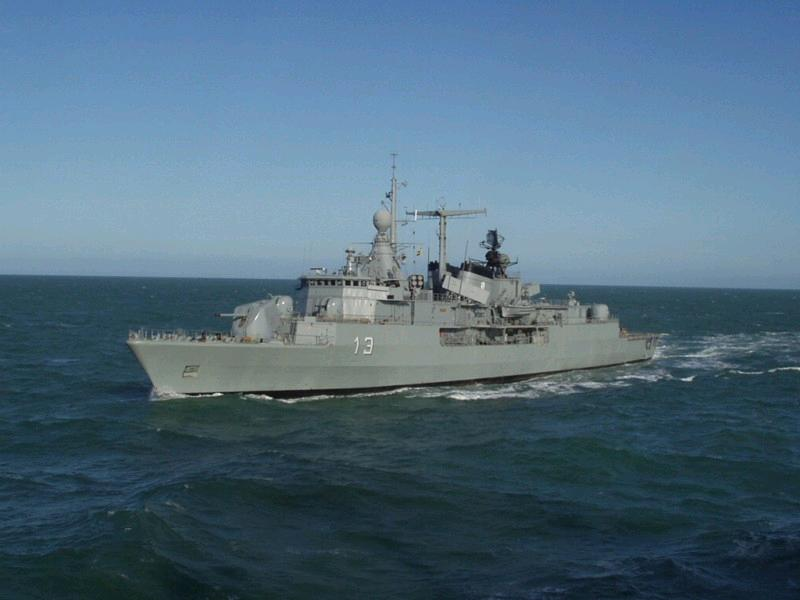
航行中的Sarandi號（D-13）

### MEKO 140 A16

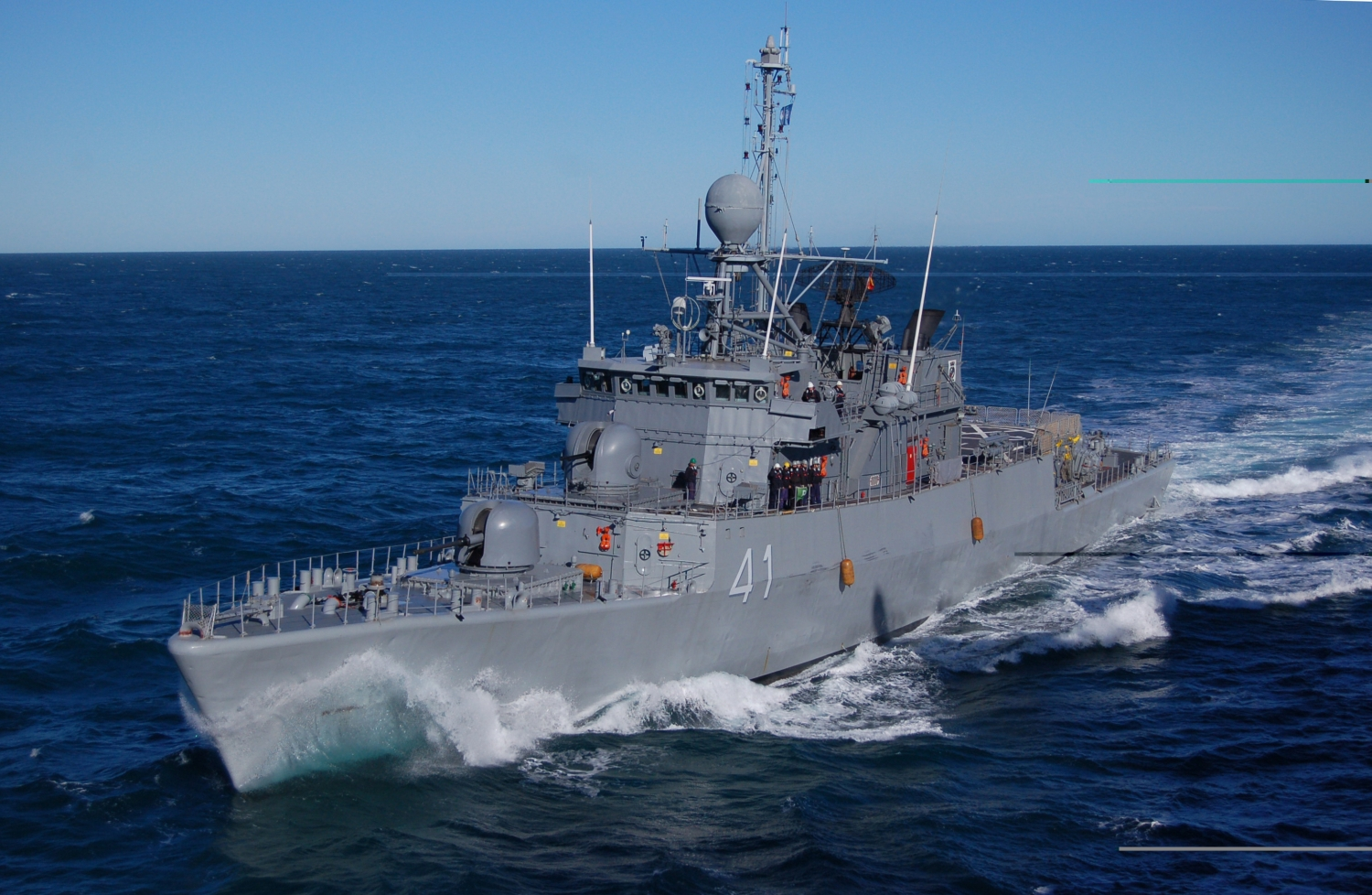
Esporax號（P-41）
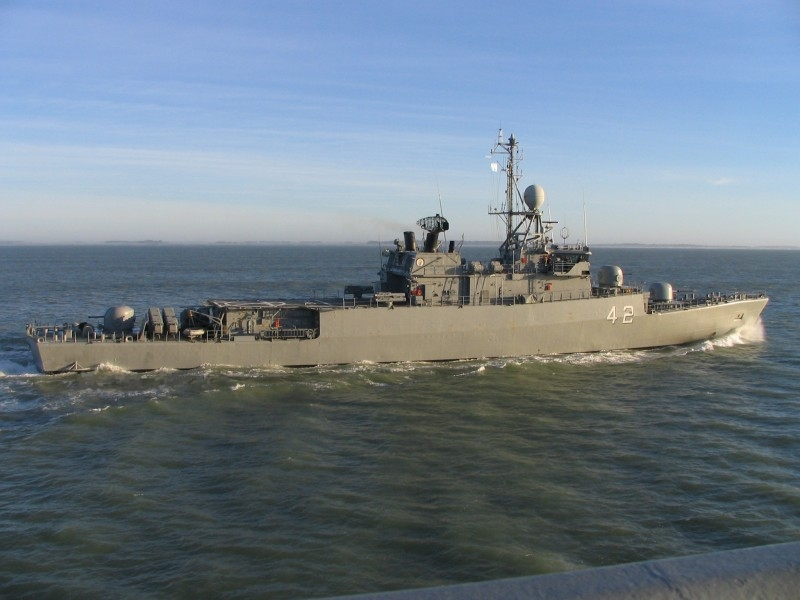
Rosales號（P-42）
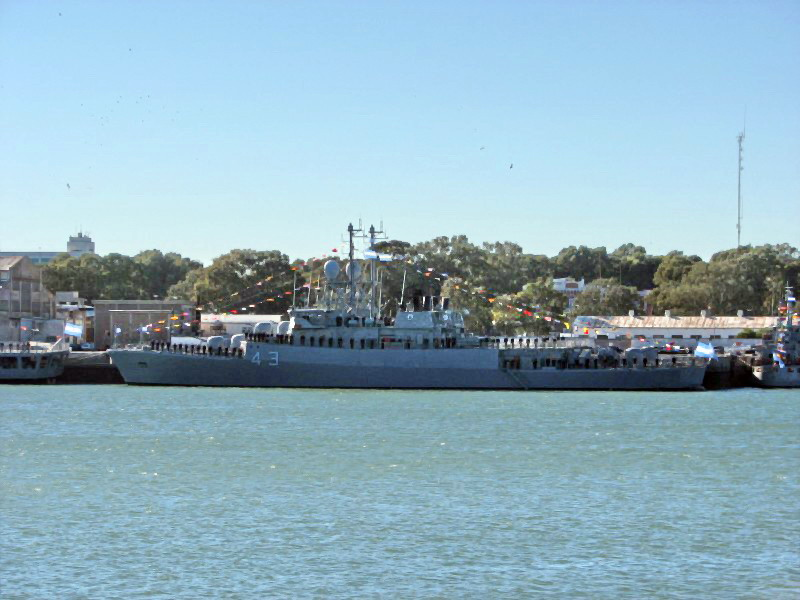
Spiro號（P-43）
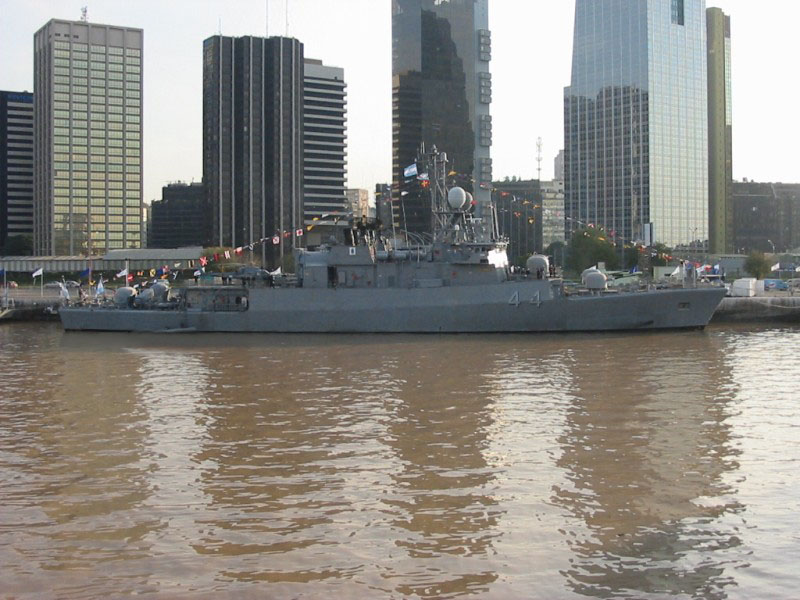
Parker號（P-44）
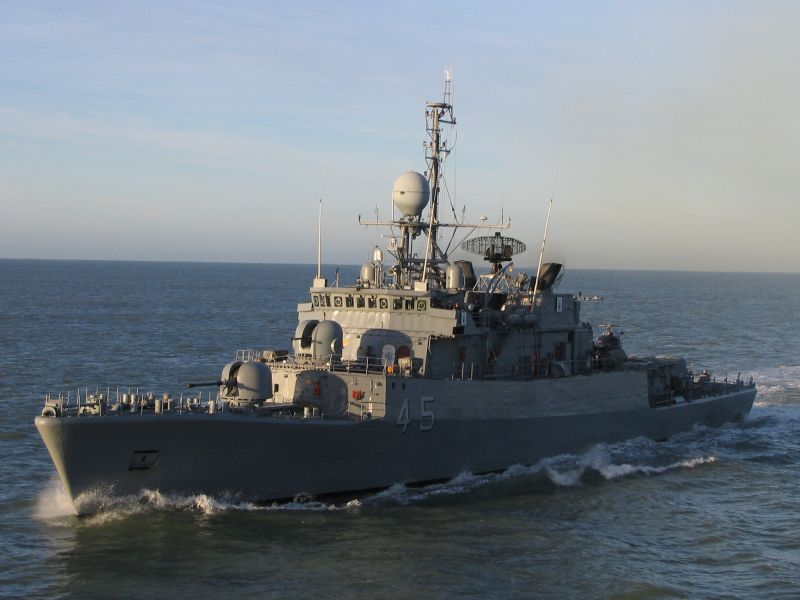
Robinson號（P-45）
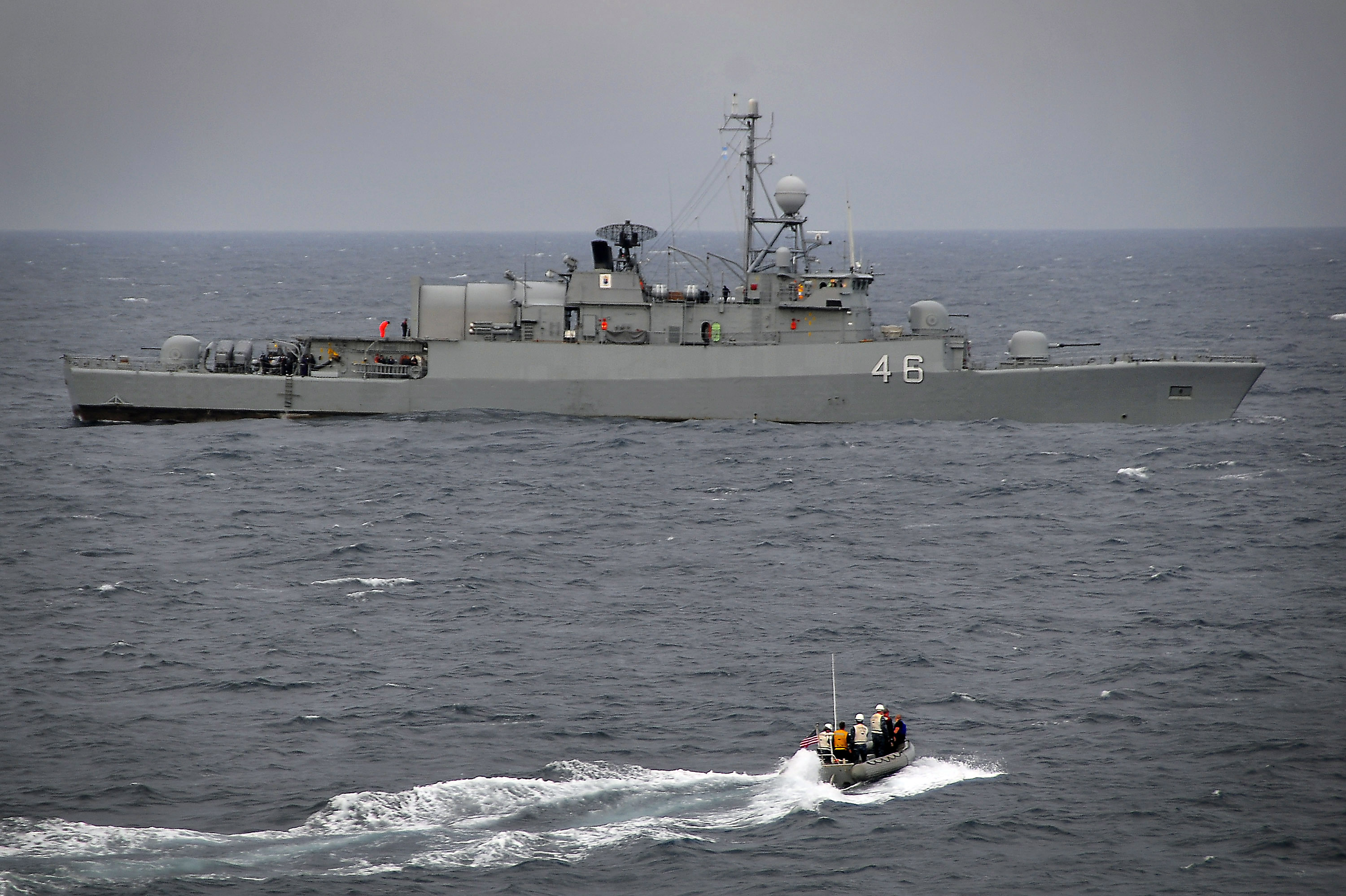
Gomez Roca號（P-46）
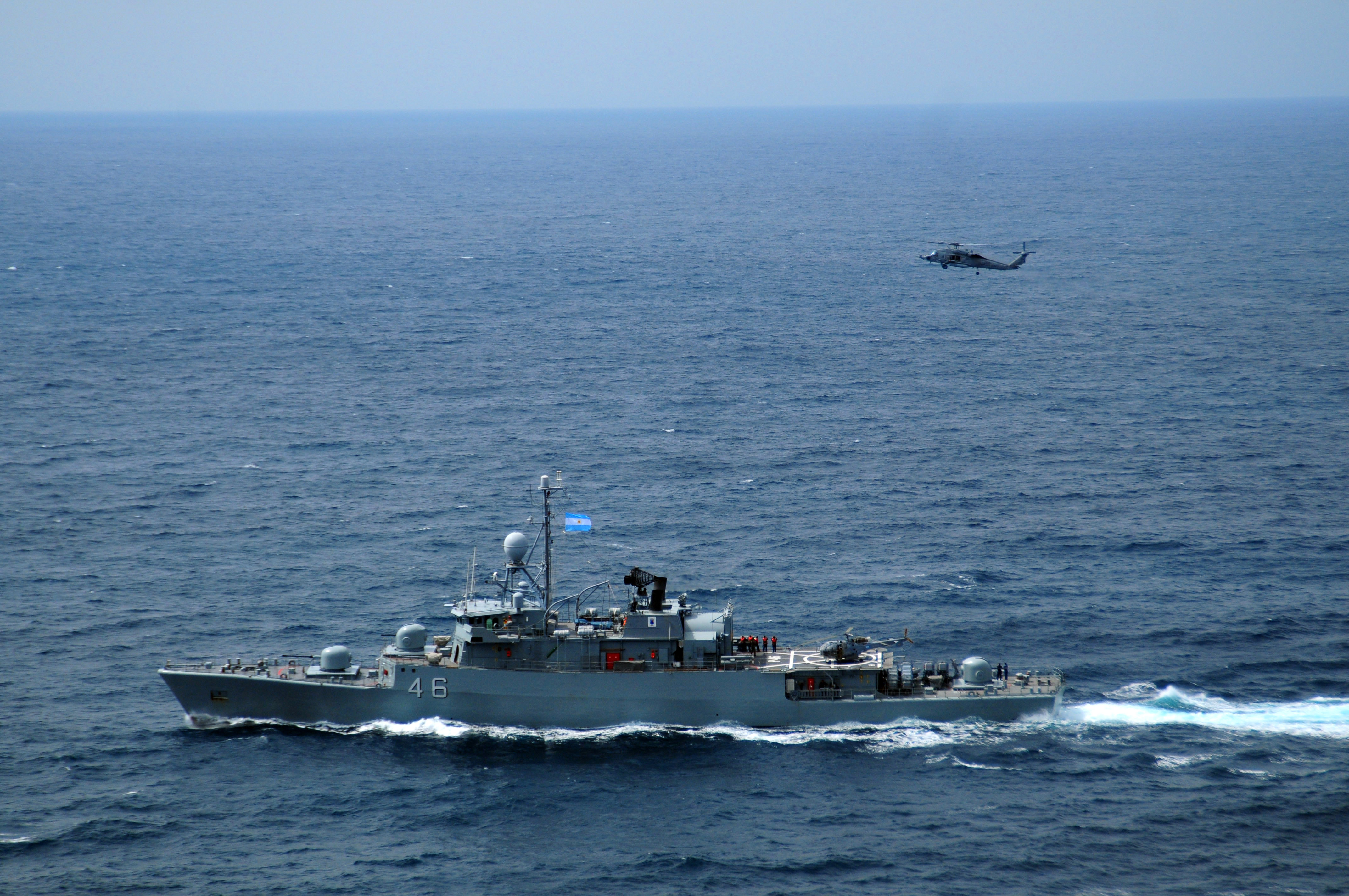
Gomez Roca號與海鷹直升機

### MEKO 200

#### MEKO 200 TN

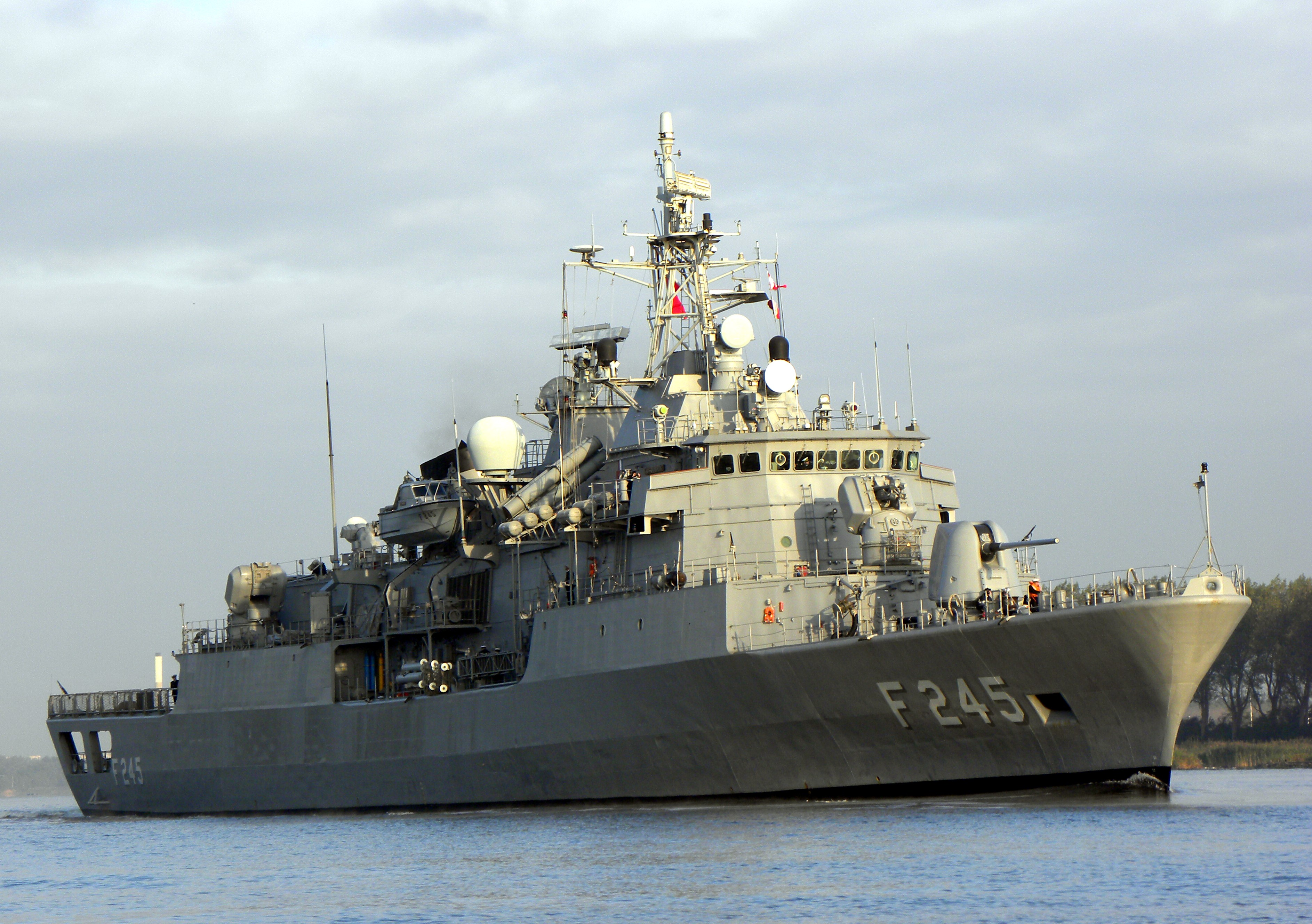
MEKO 200 TN II

- MEKO 200 TN II

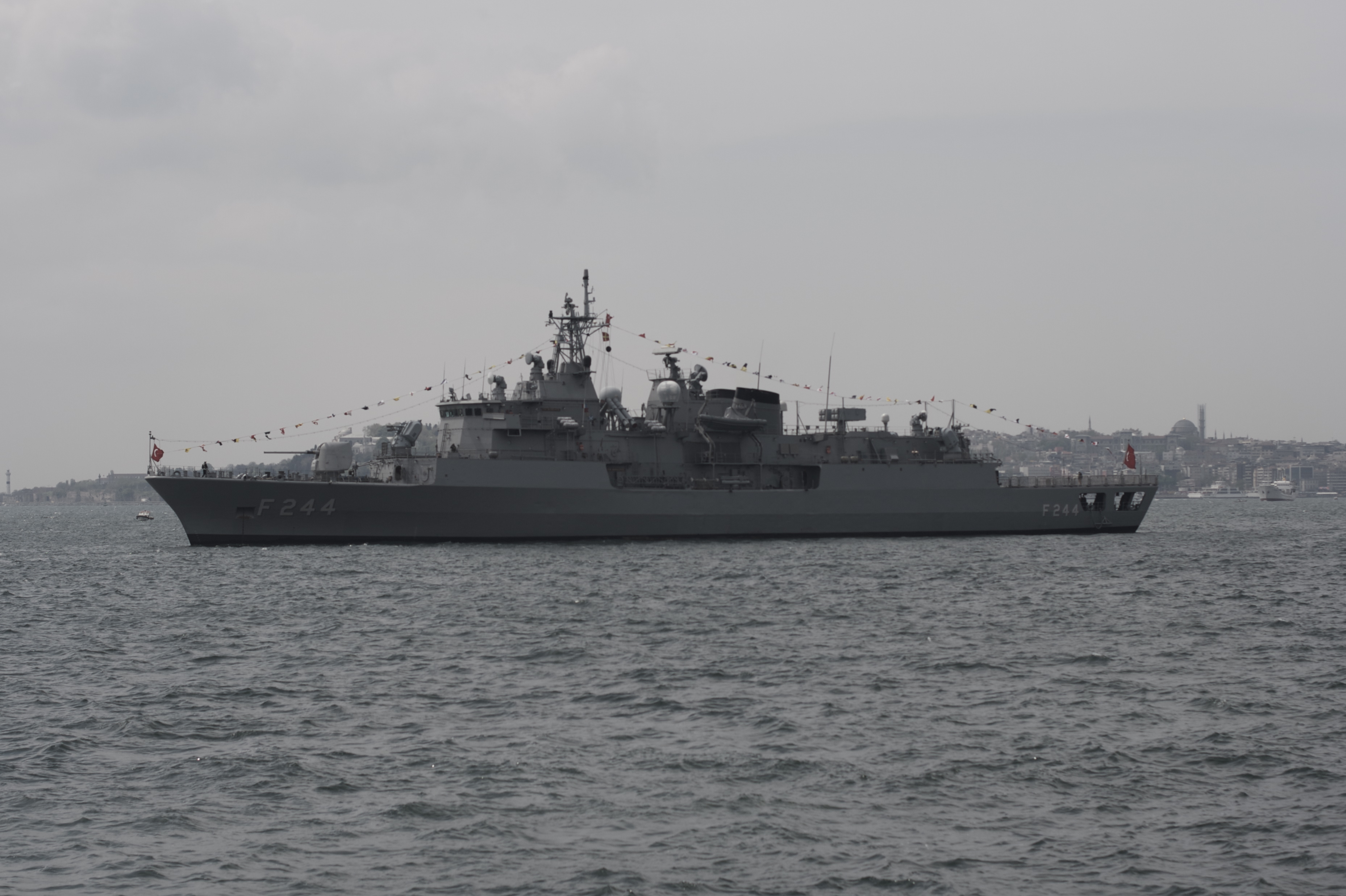
土耳其MEKO 200 TN II-A Barbaros號（F-244）
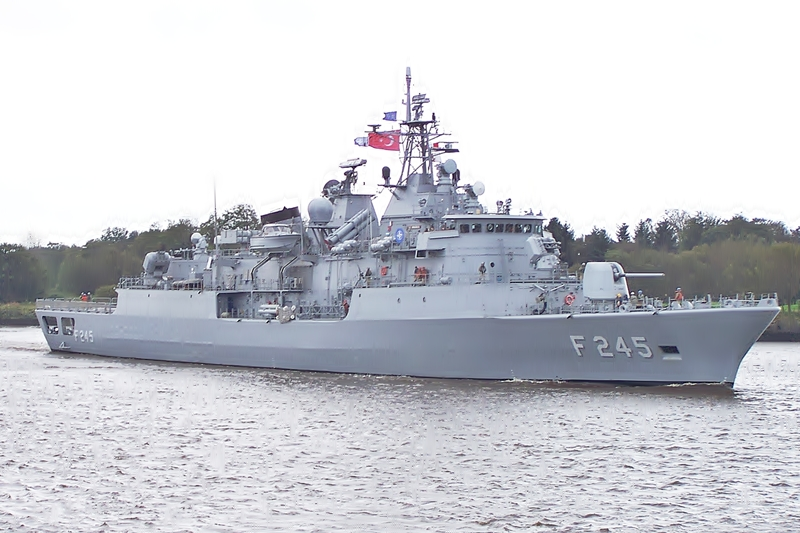
土耳其MEKO 200 TN II-A Orucreis號（F-245）
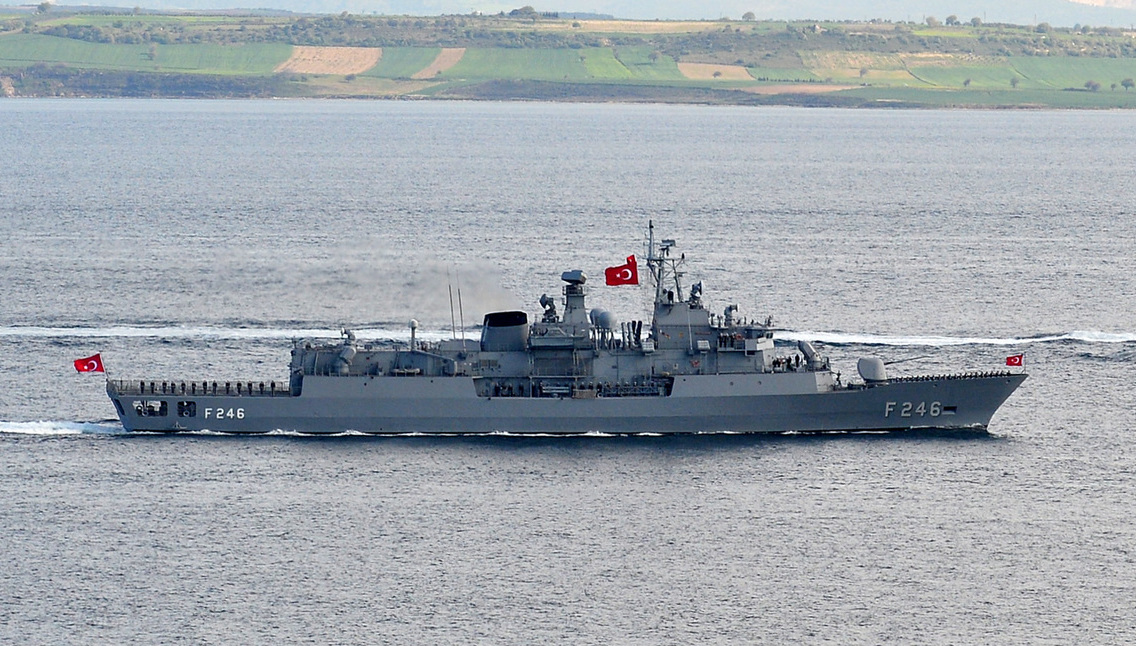
土耳其MEKO 200 TN II-B Salihreis號（F-246）
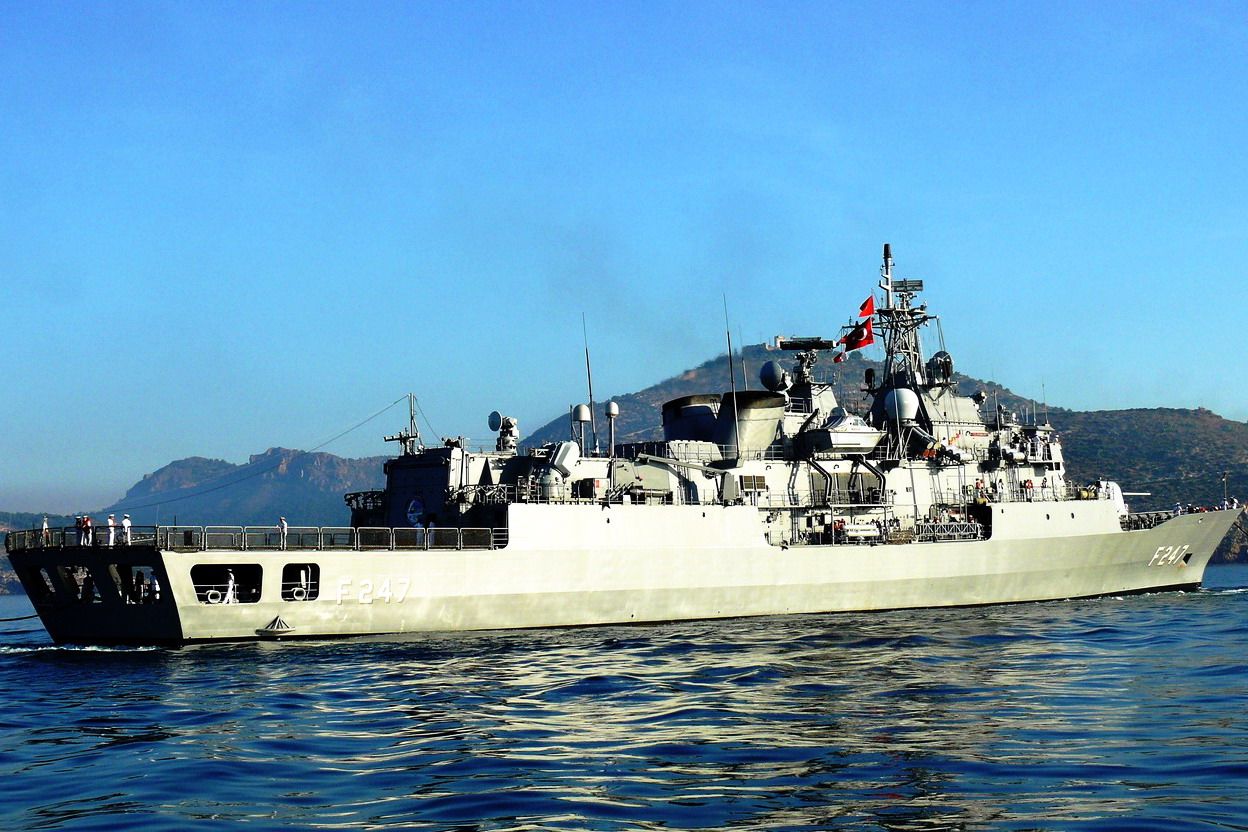
土耳其MEKO 200 TN II-B Kemalreis 號（F-247）

#### MEKO 200 PN

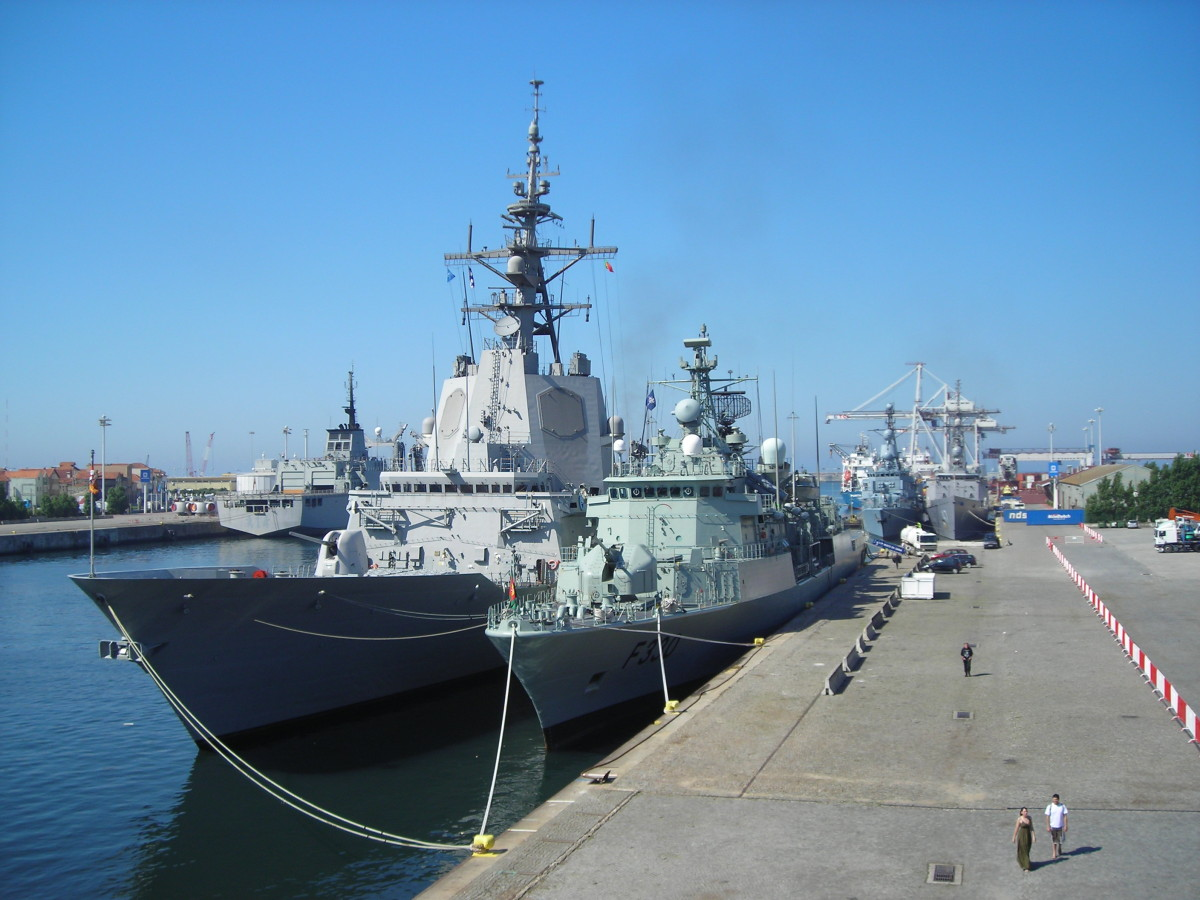
葡萄牙Vasco da Gama號（F330，右）與西班牙海軍Blas de Lezo號（左）
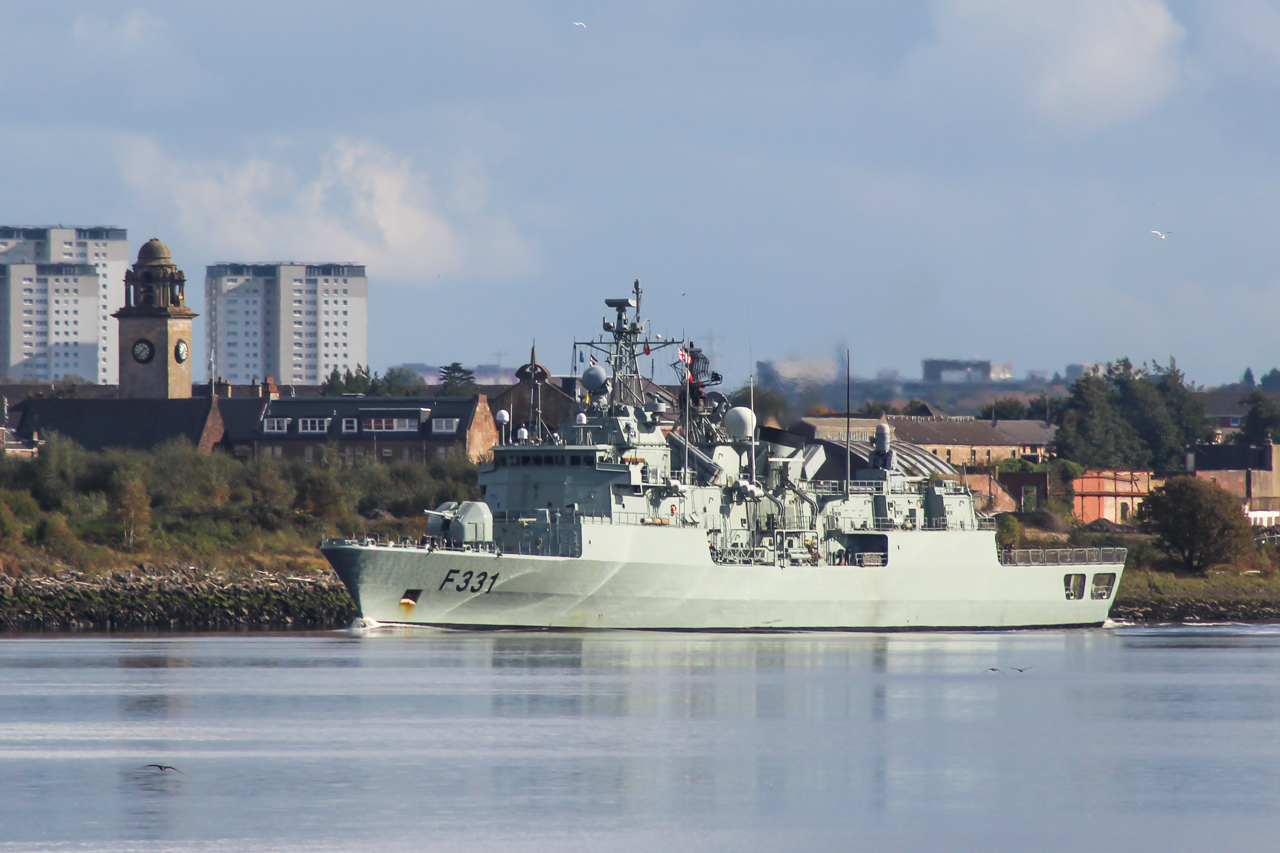
Alvares Cabral號（F331）
Corte-Real號（F332）

#### MEKO 200 HN

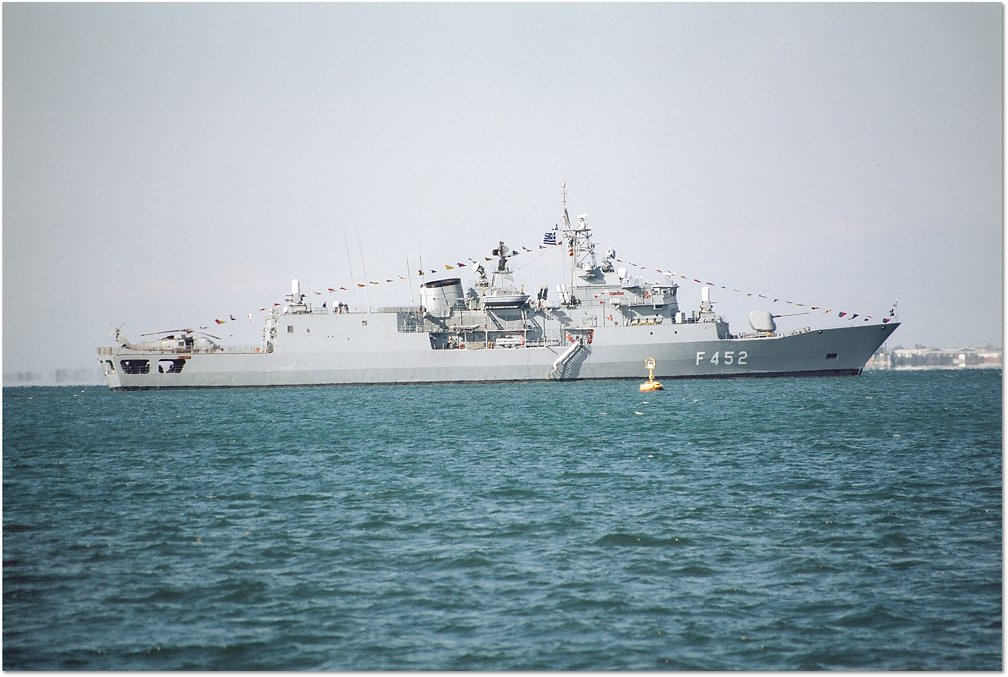
希臘Greek frigate Hydra（F-452），攝於2009年
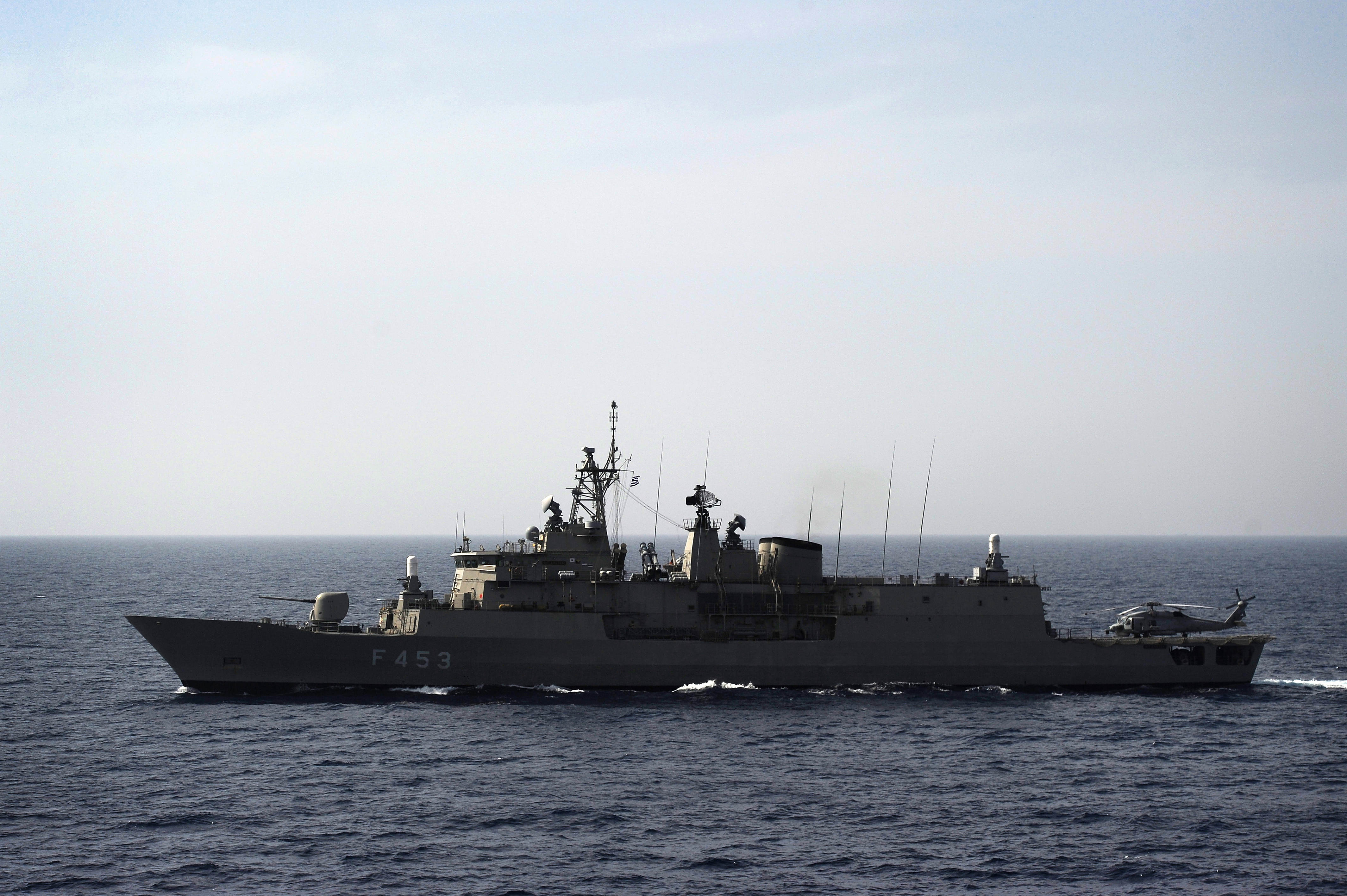
Spetsai號（F-453）
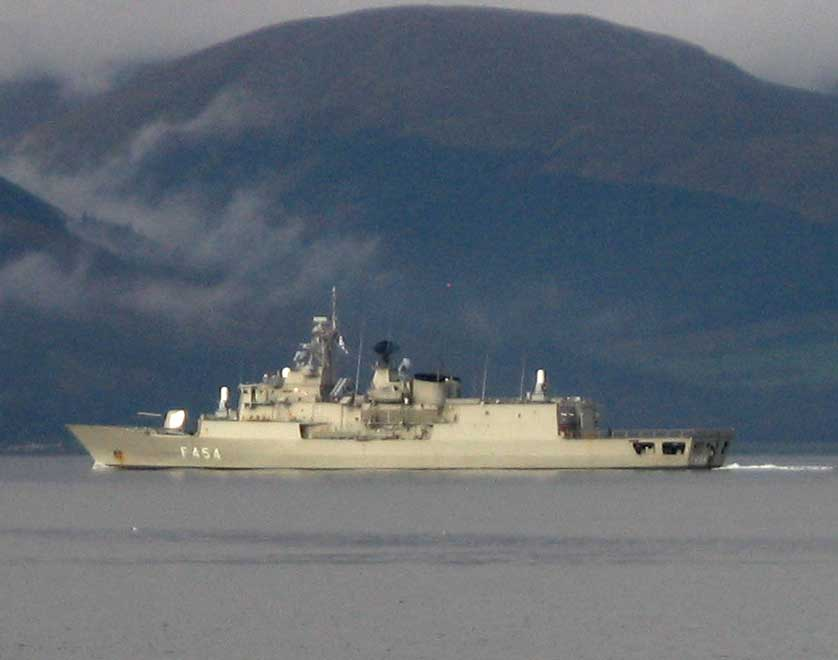
Psara號（F-454）
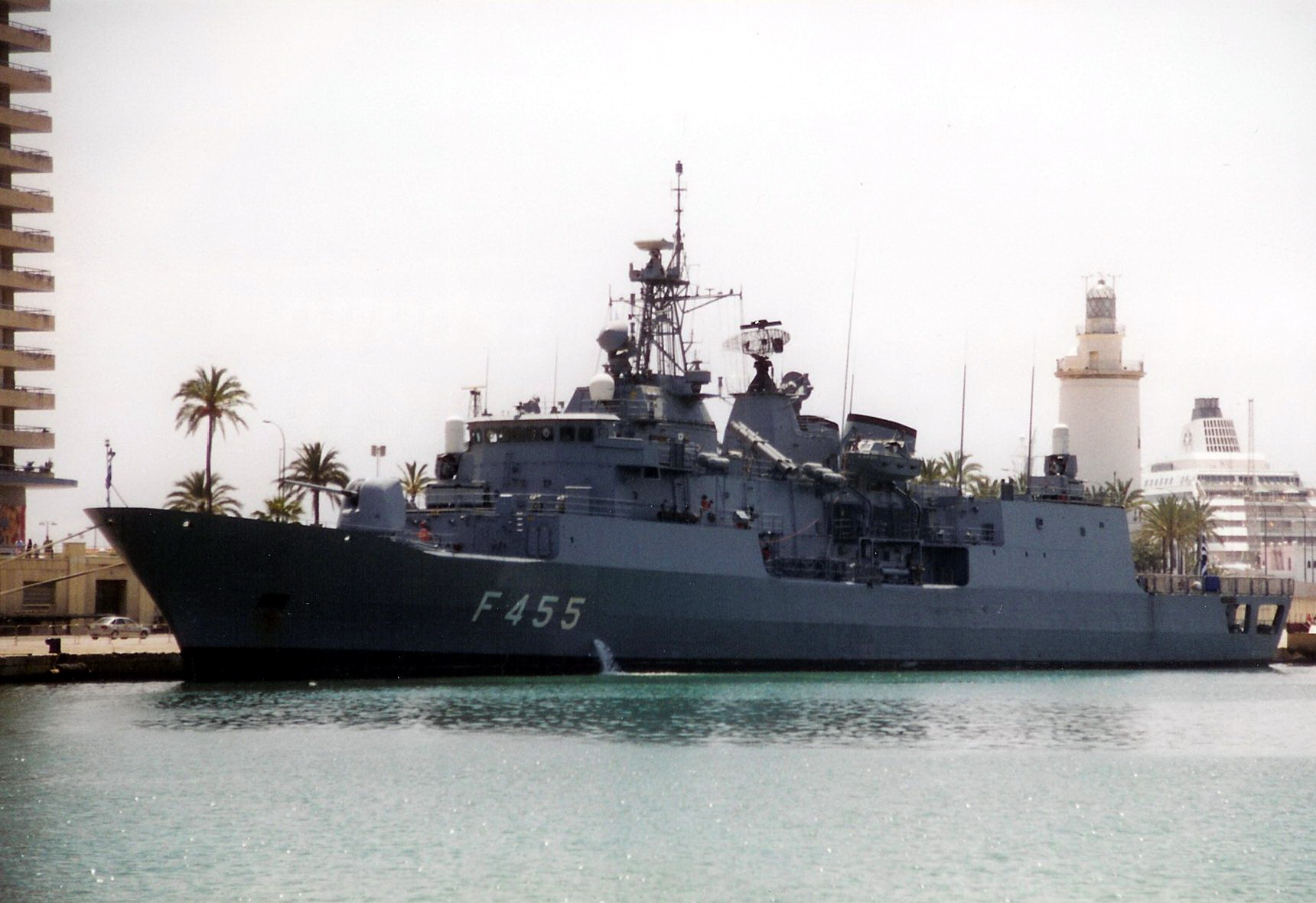
Salamis號（F-455）

### MEKO 200 ANZAC

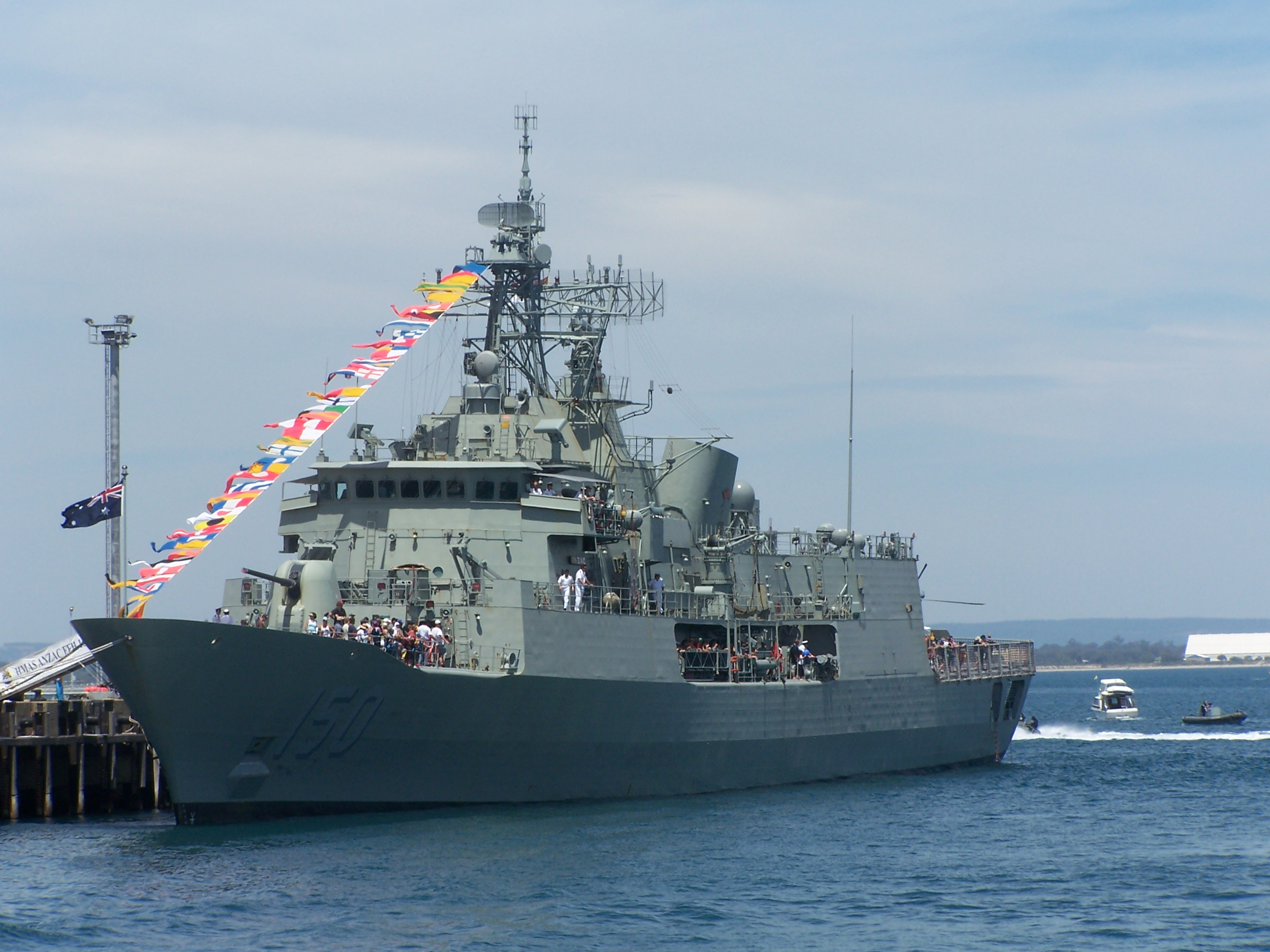
澳大利亞Anzac號（FFH 150）
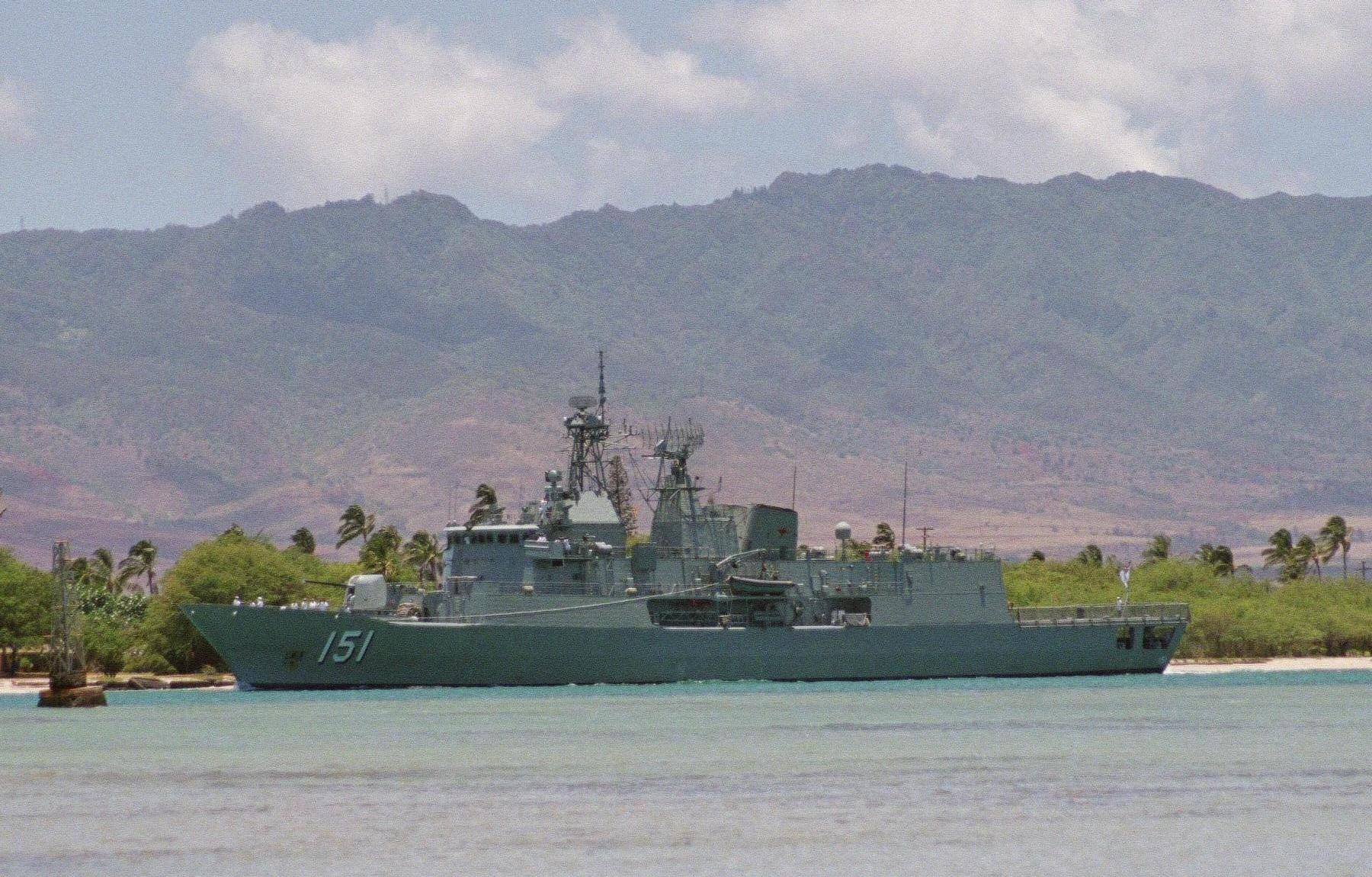
澳大利亞Arunta號（FFH 151）
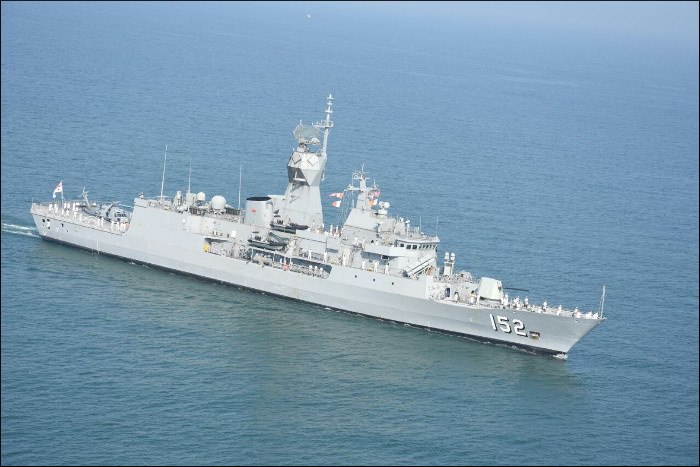
澳大利亞Warramunga號（FFH 152）
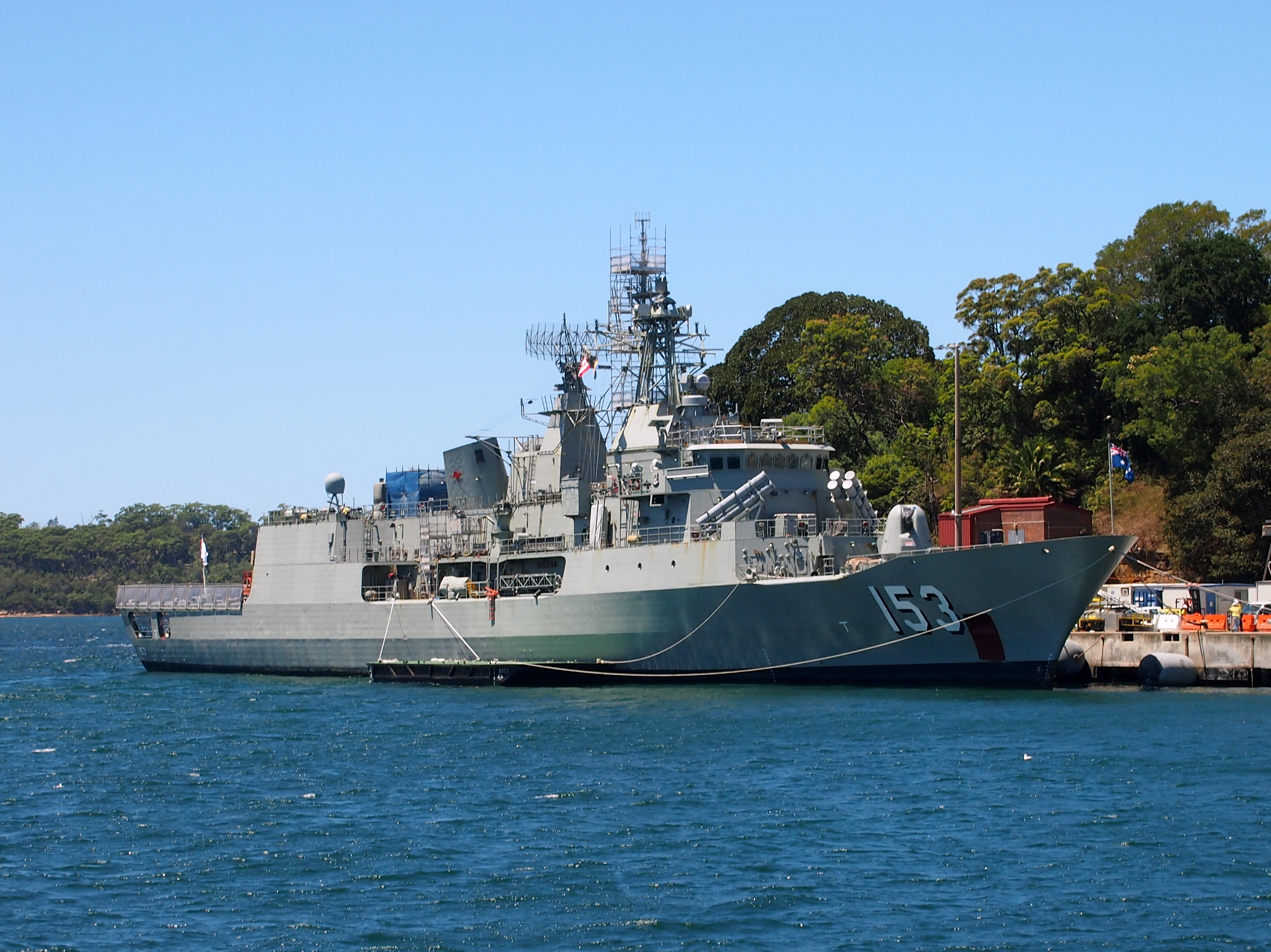
澳大利亞Stuart號（FFH 153）
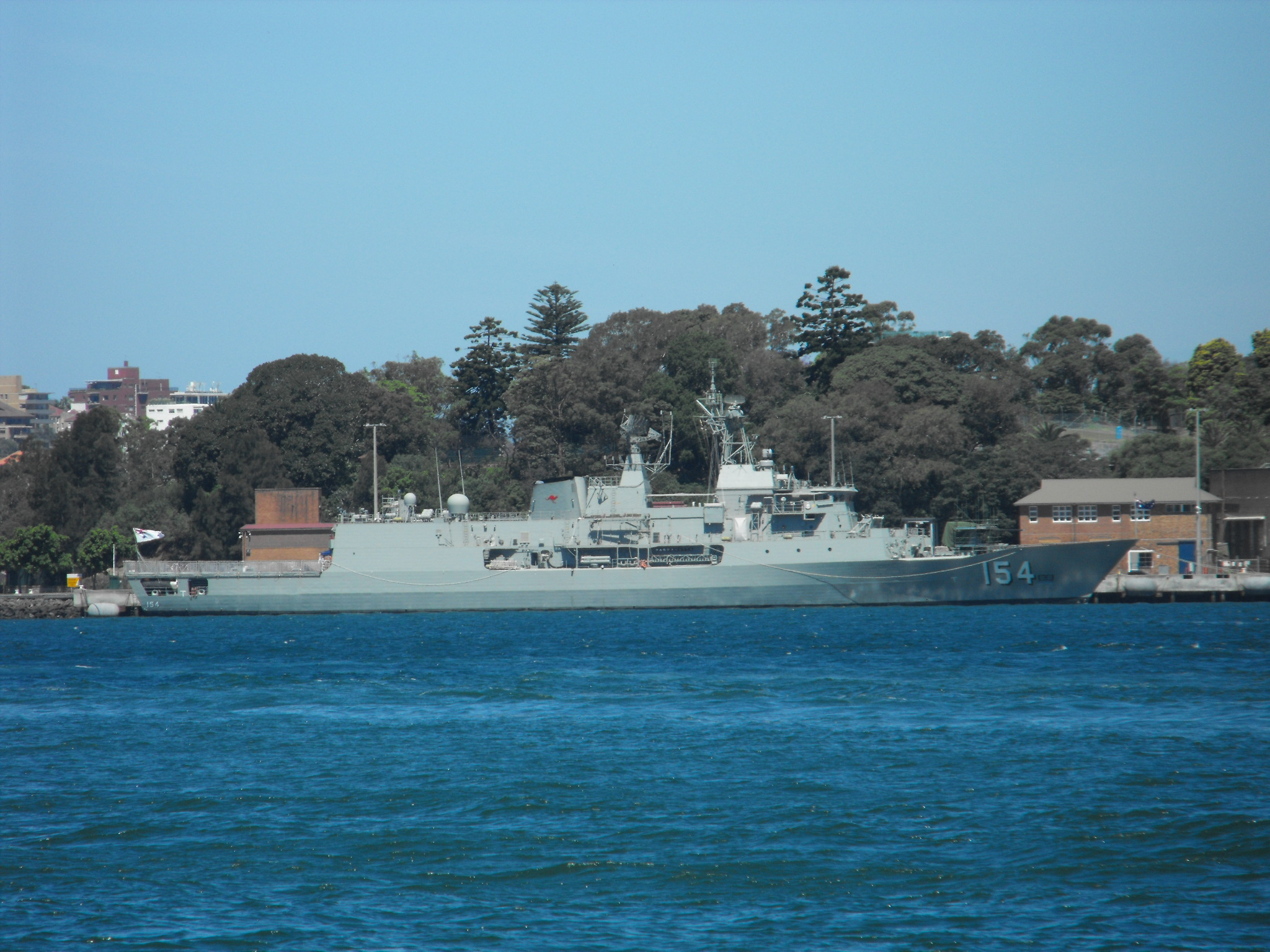
澳大利亞Parramatta號（FFH 154）
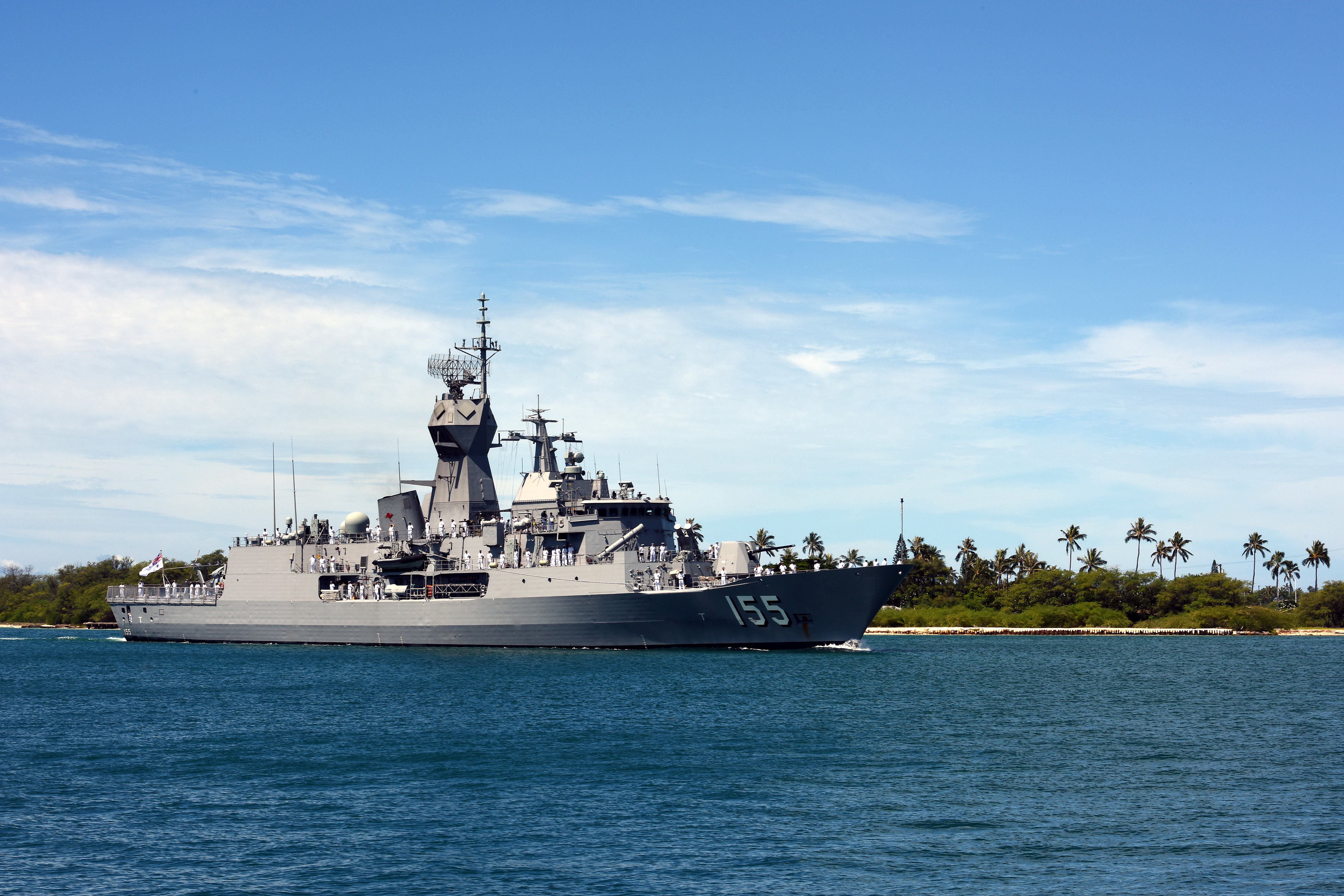
澳大利亞Ballarat號（FFH 155）
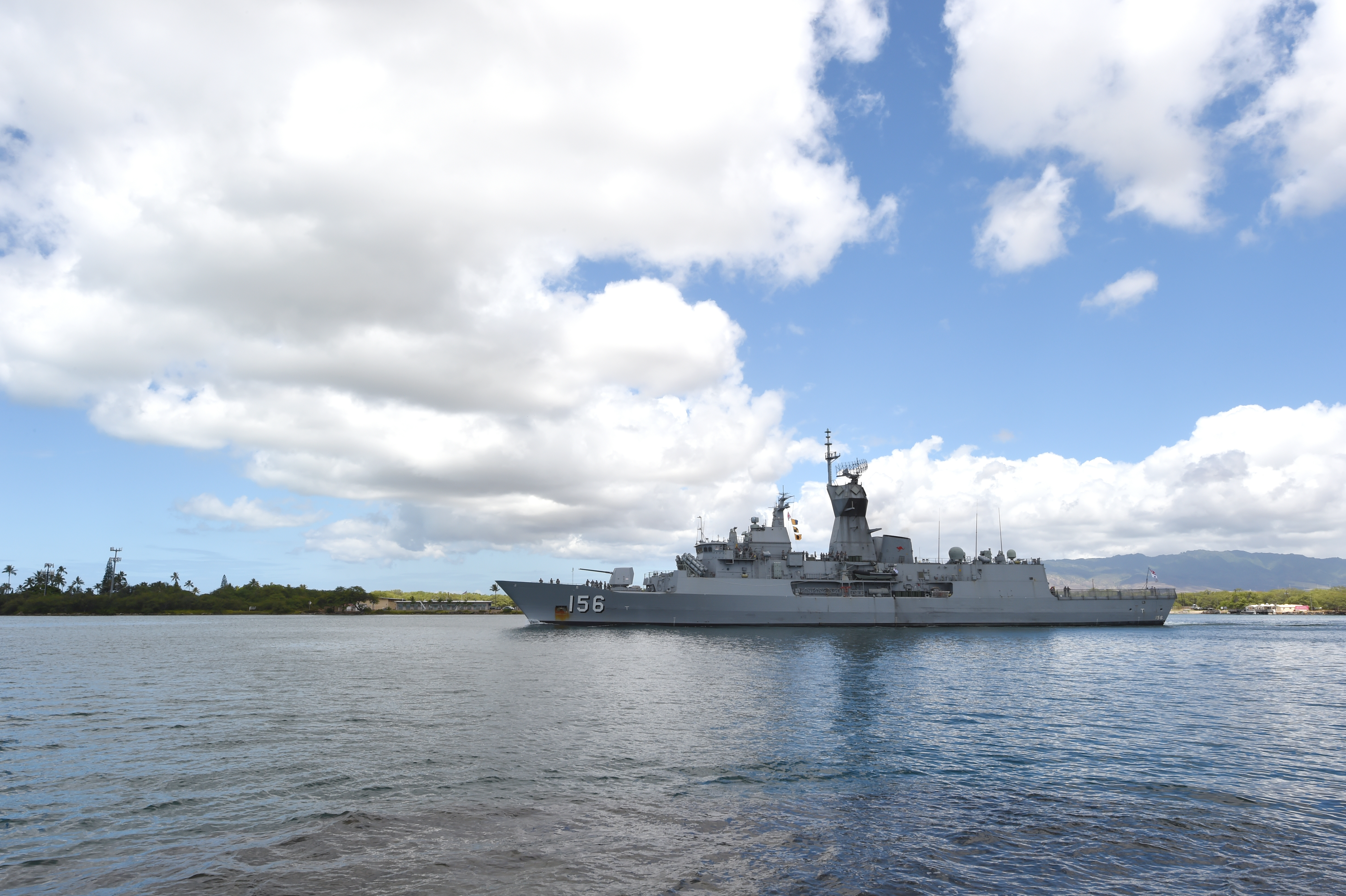
澳大利亞Toowoomba號（FFH 156）
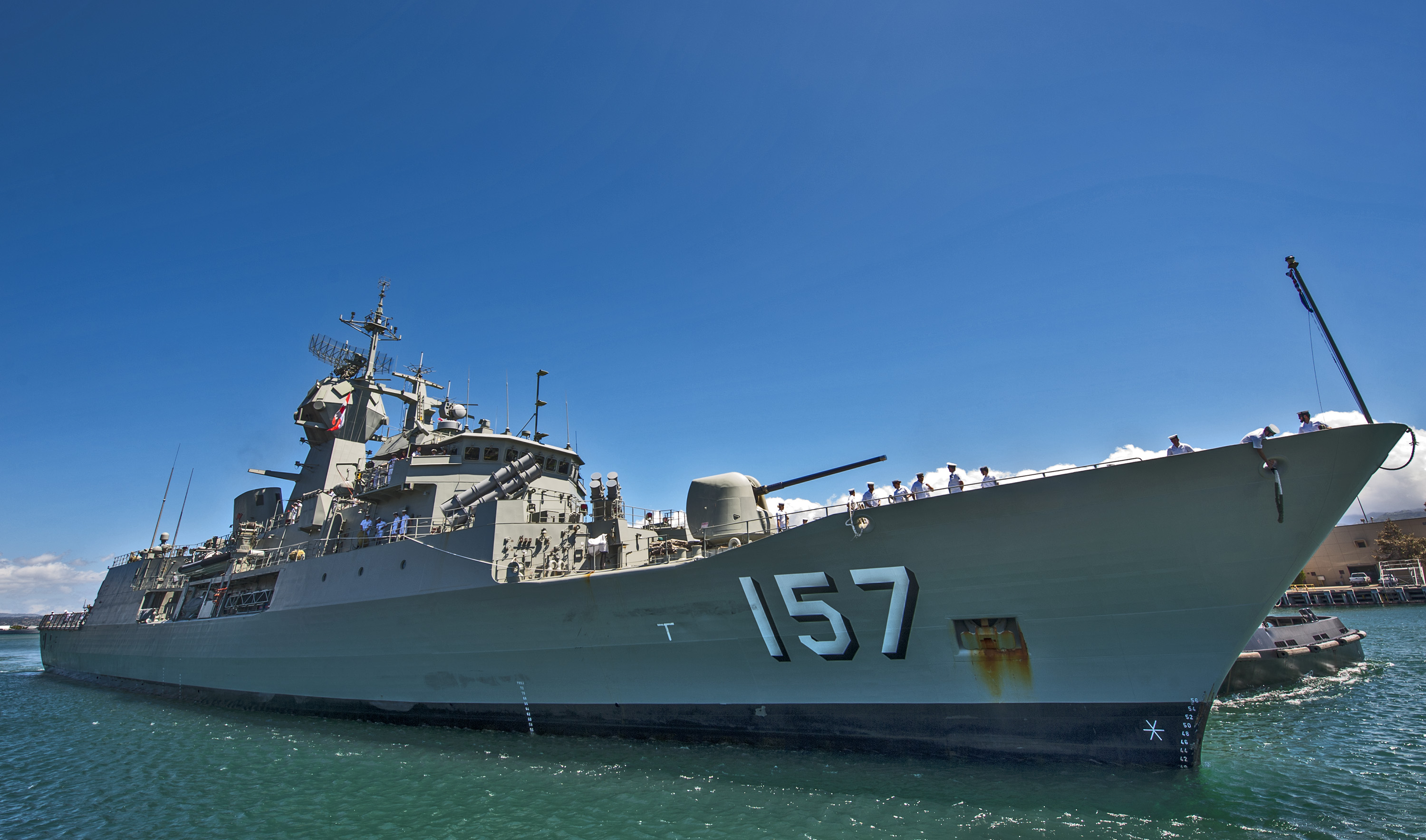
澳大利亞Perth號（FFH 157）
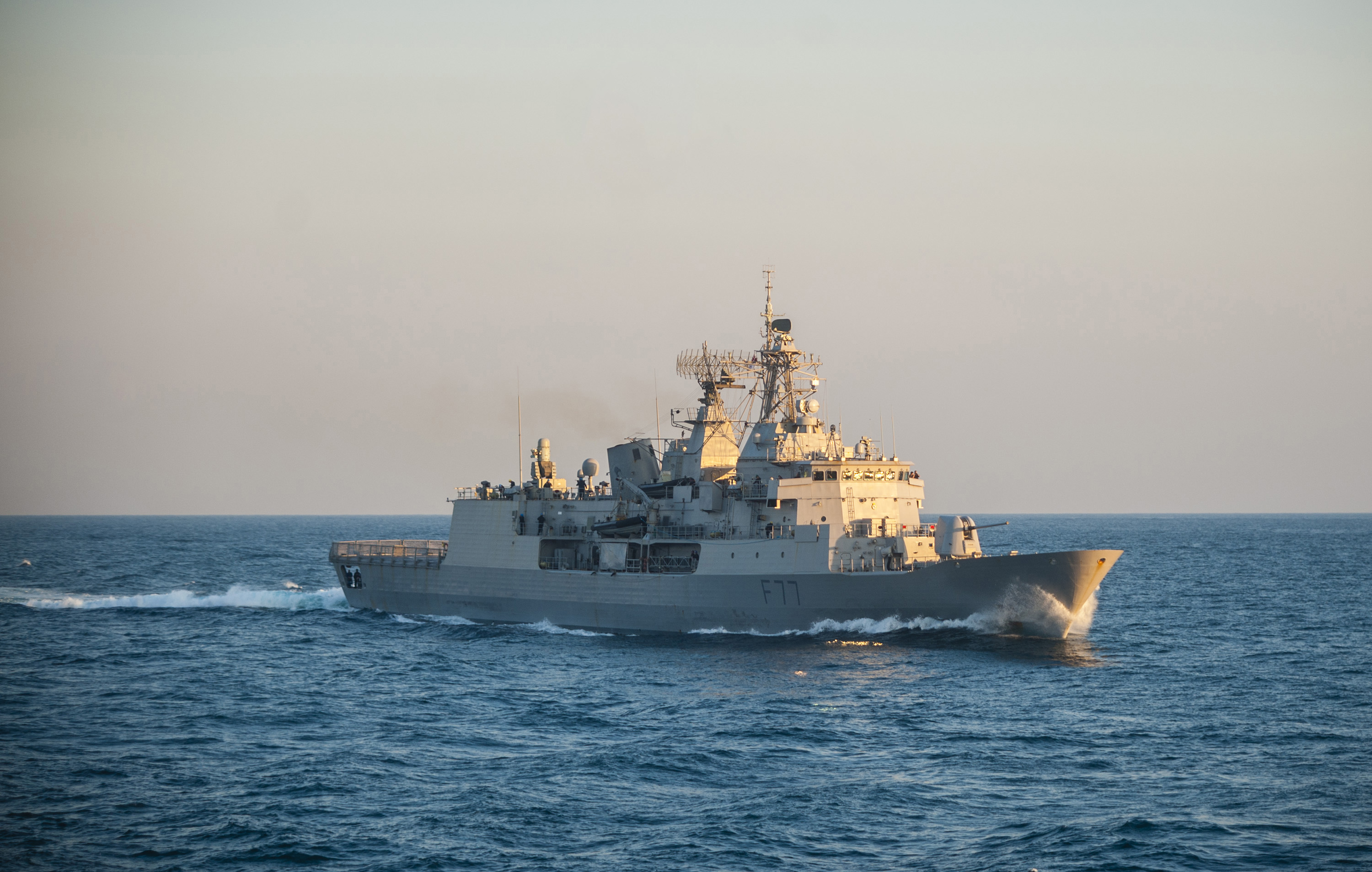
紐西蘭Te Kaha號（F 77）
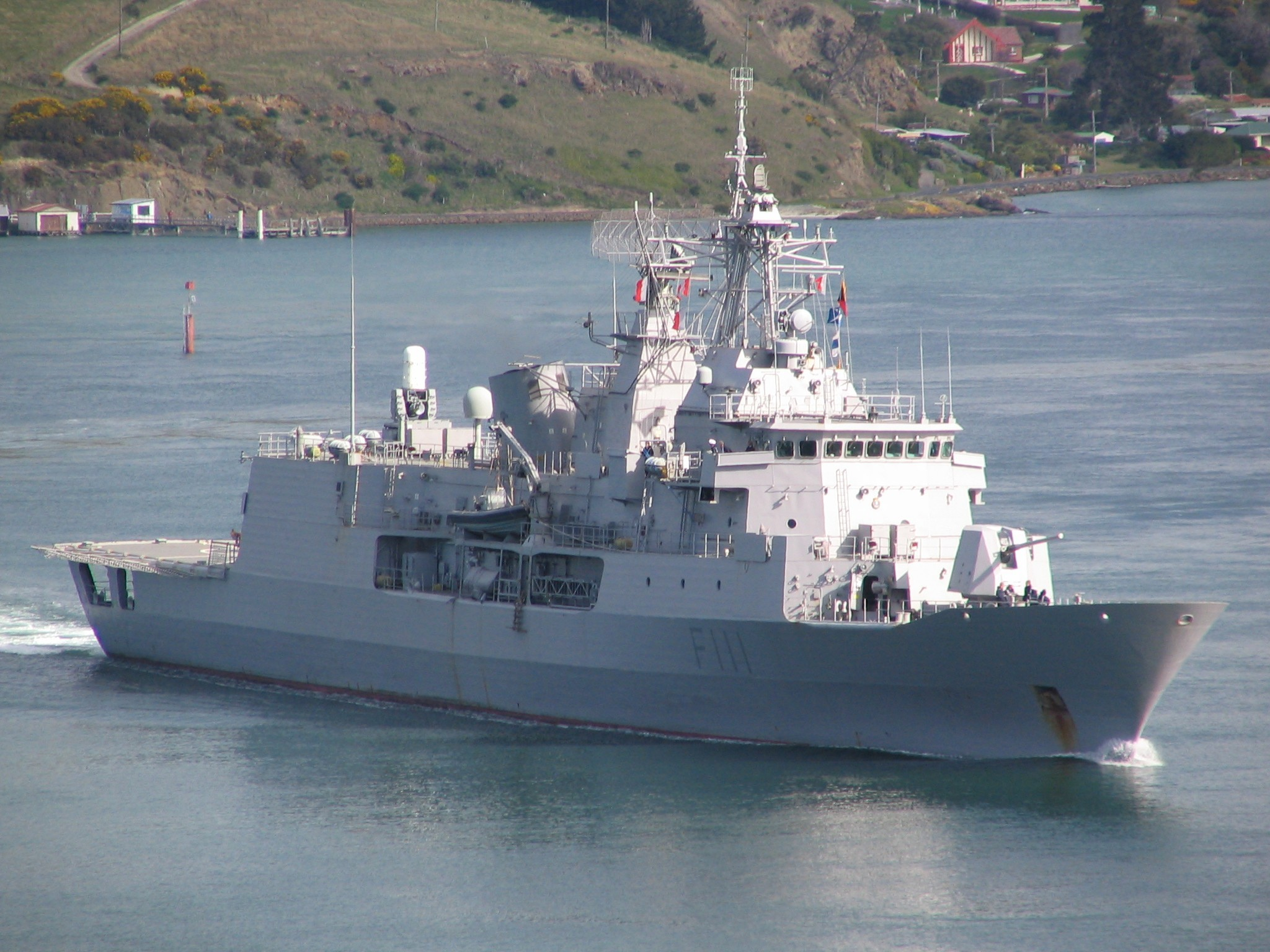
紐西蘭Te Mana號（F 111）

### MEKO A100

#### MEKO A100 RMN

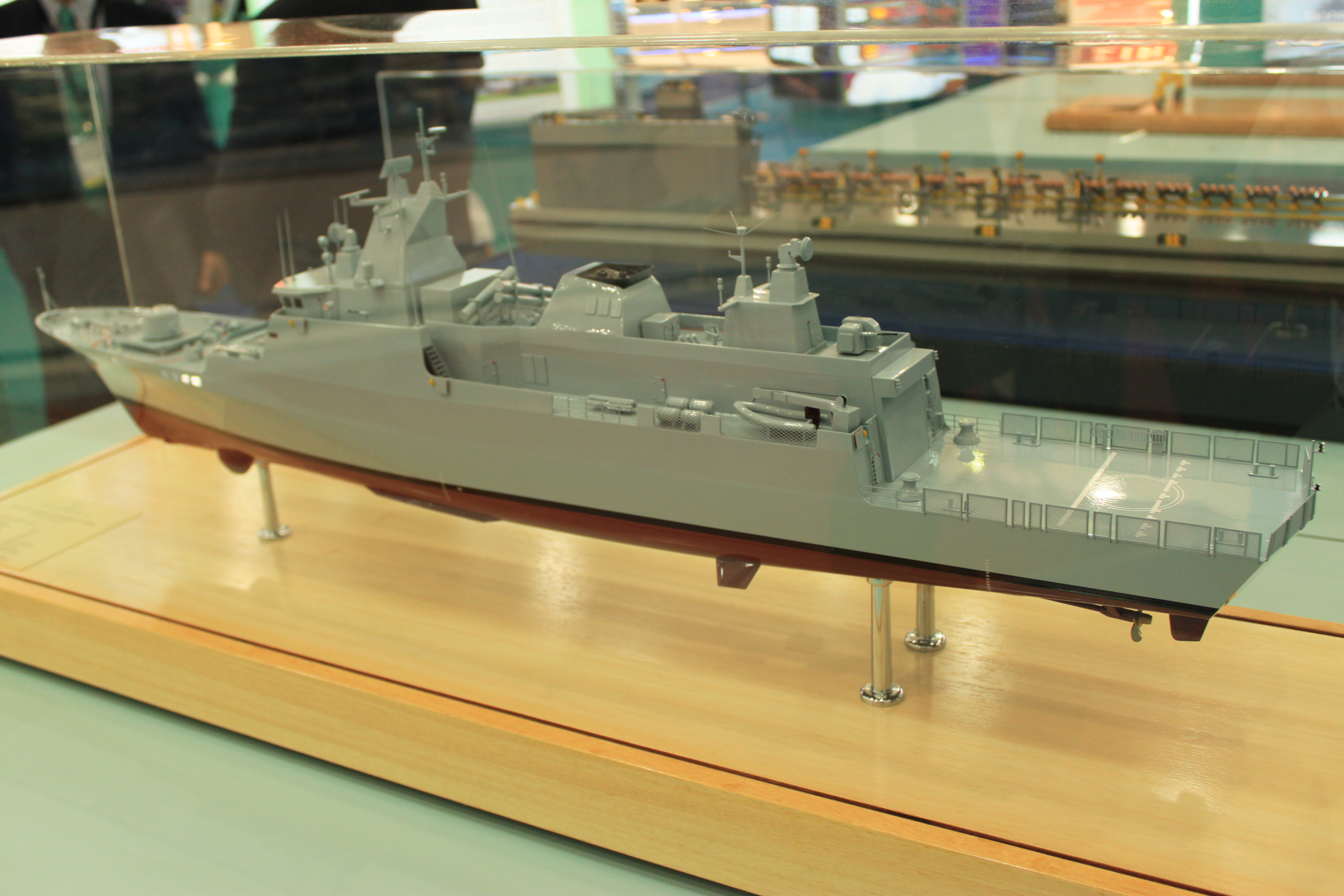
MEKO A100 RMN競標時模型
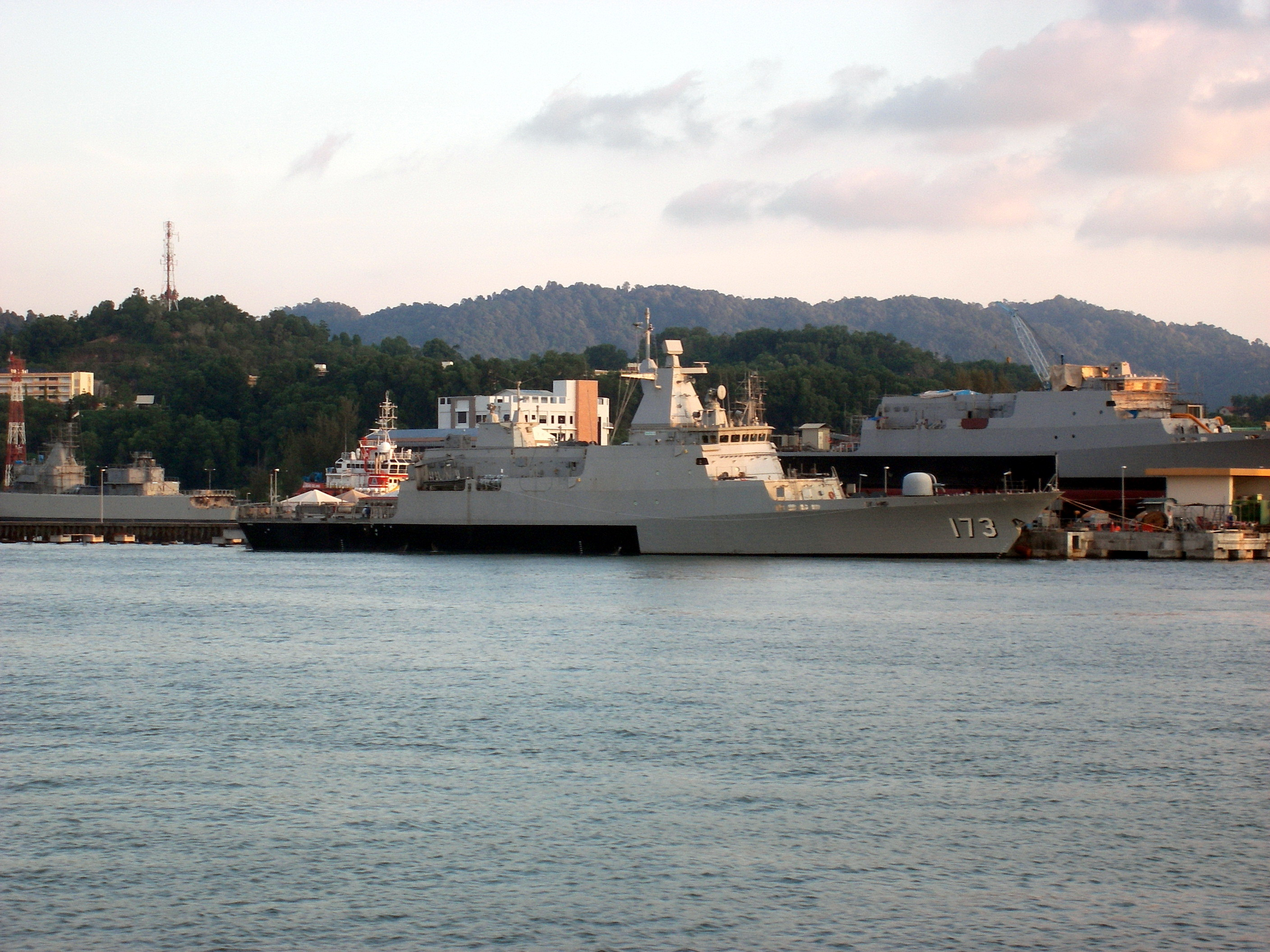
馬來西亞Perak號（F173）
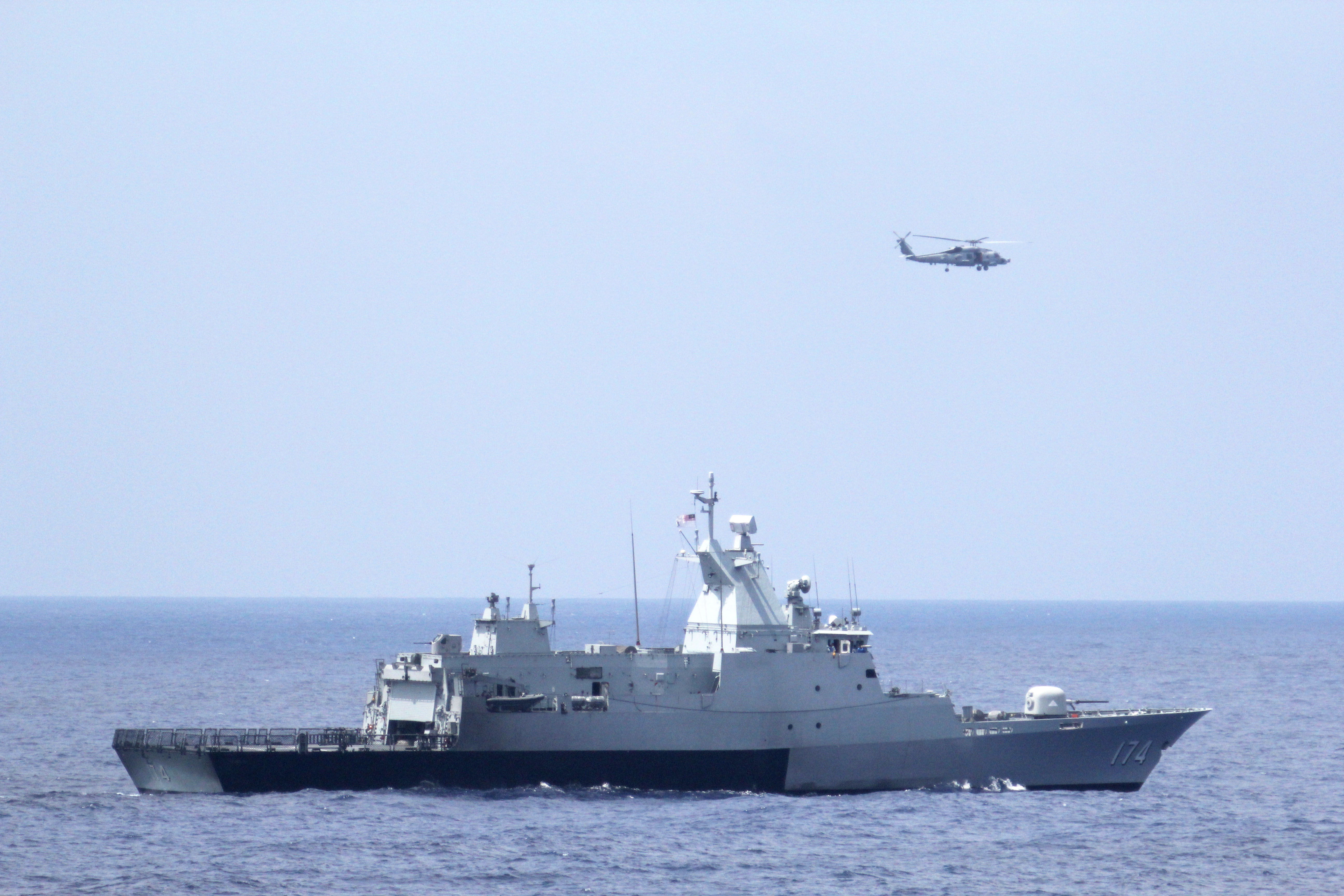
馬來西亞Terengganu號（F174）
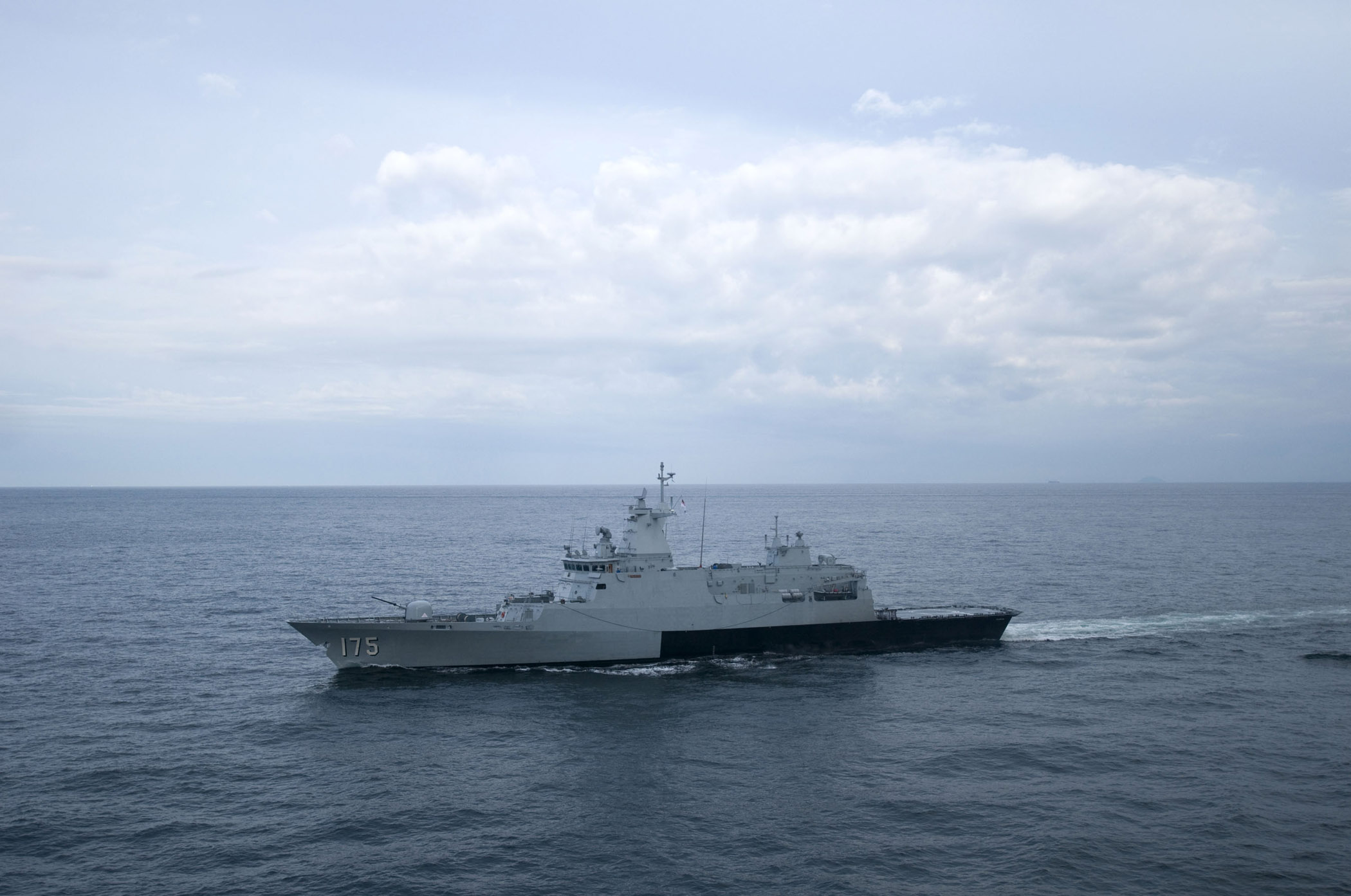
馬來西亞Kelantan號（F175）

### MEKO A200

#### MEKO A200 SAN

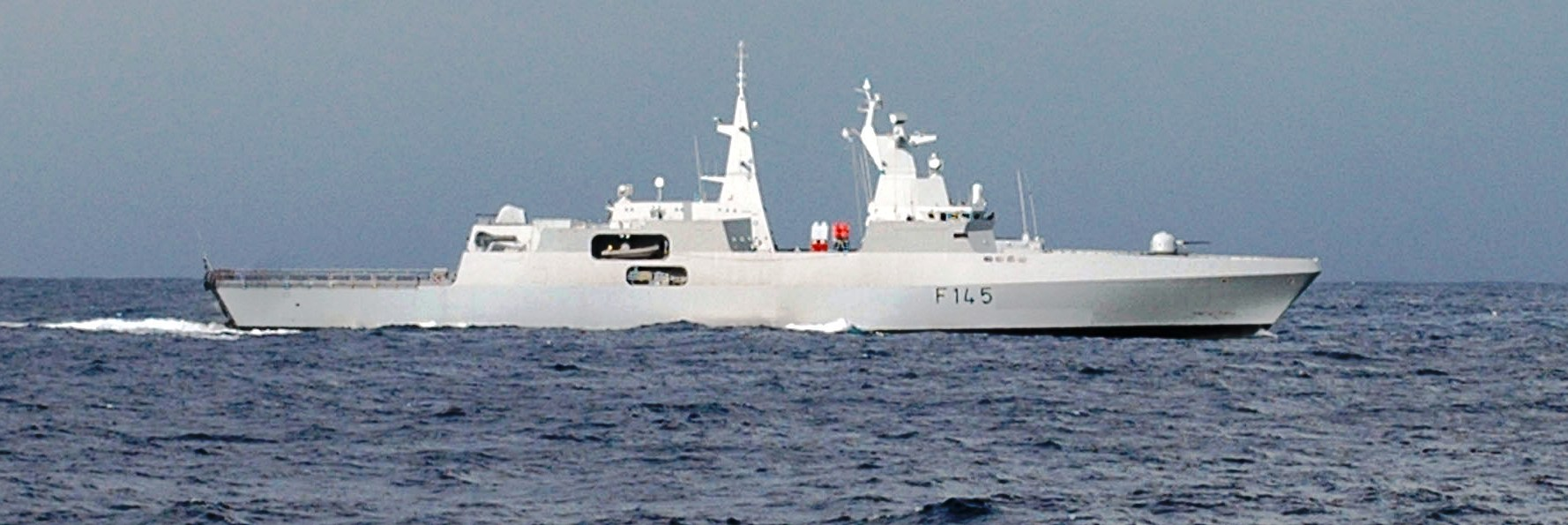
南非勇敢級巡防艦Amatola號(F 145)
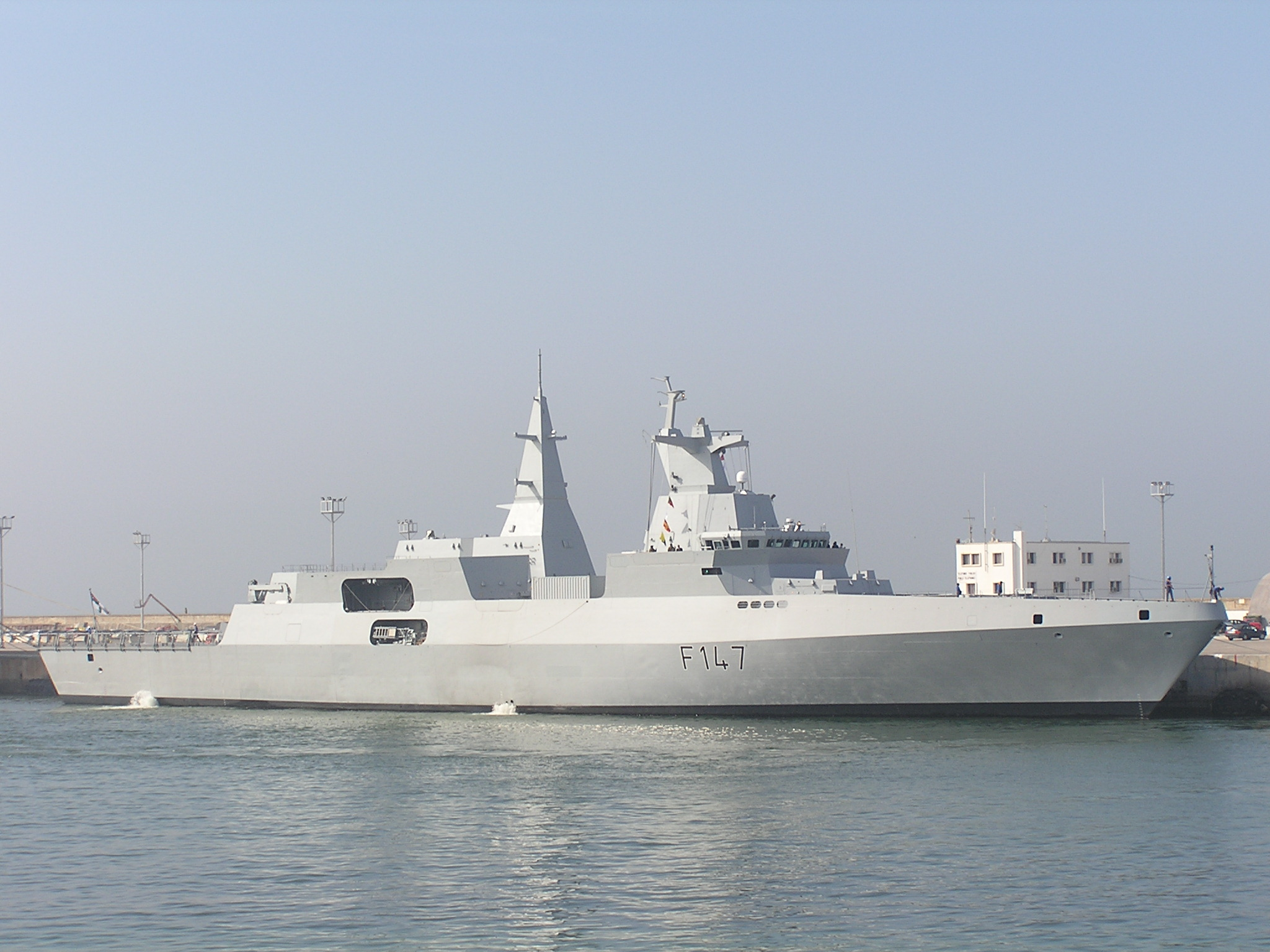
南非勇敢級巡防艦Spioenkop號(F147)